# St. Maria (Buxheim)

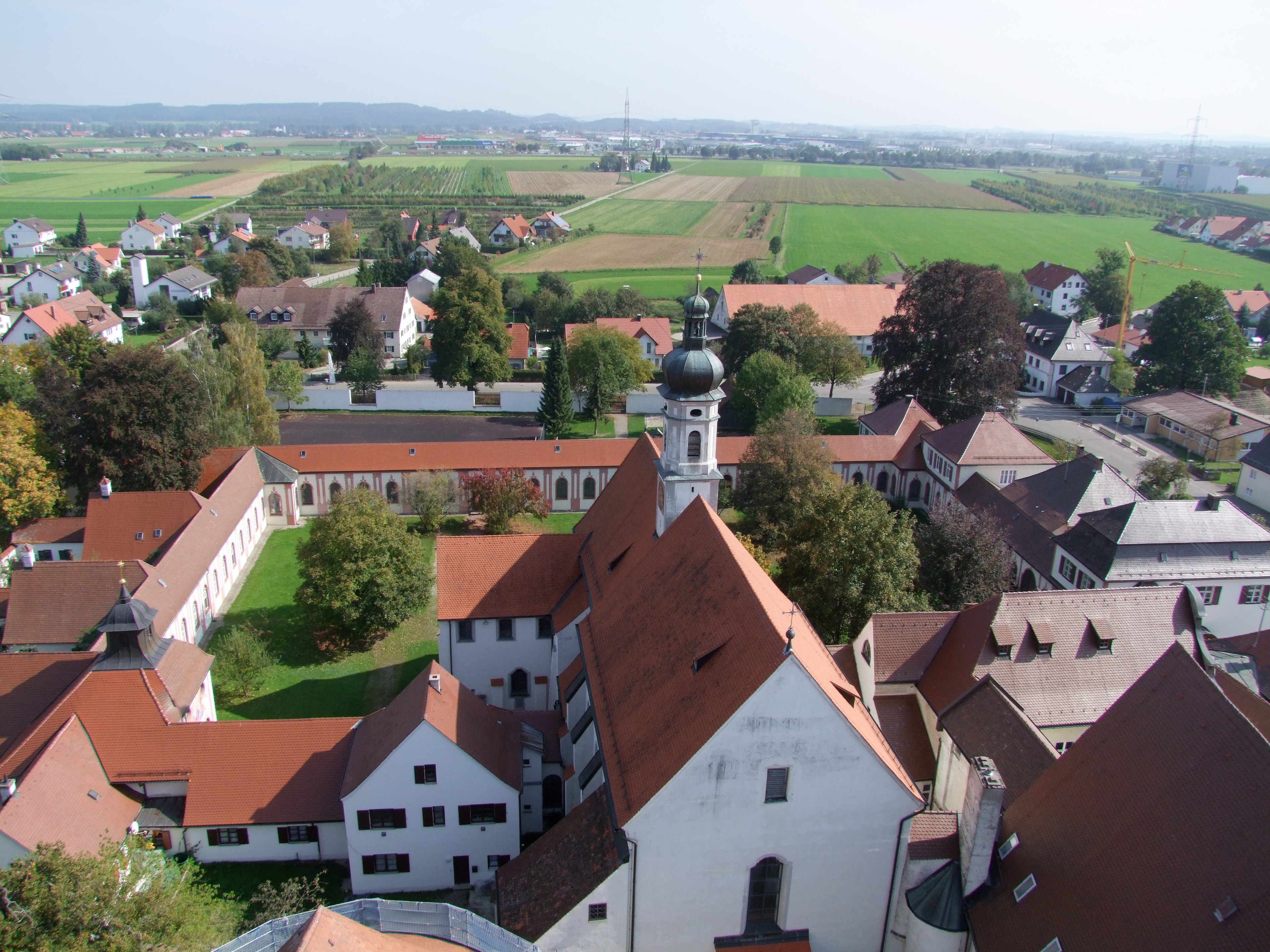
Die Klosterkirche mit dem Kreuzgang

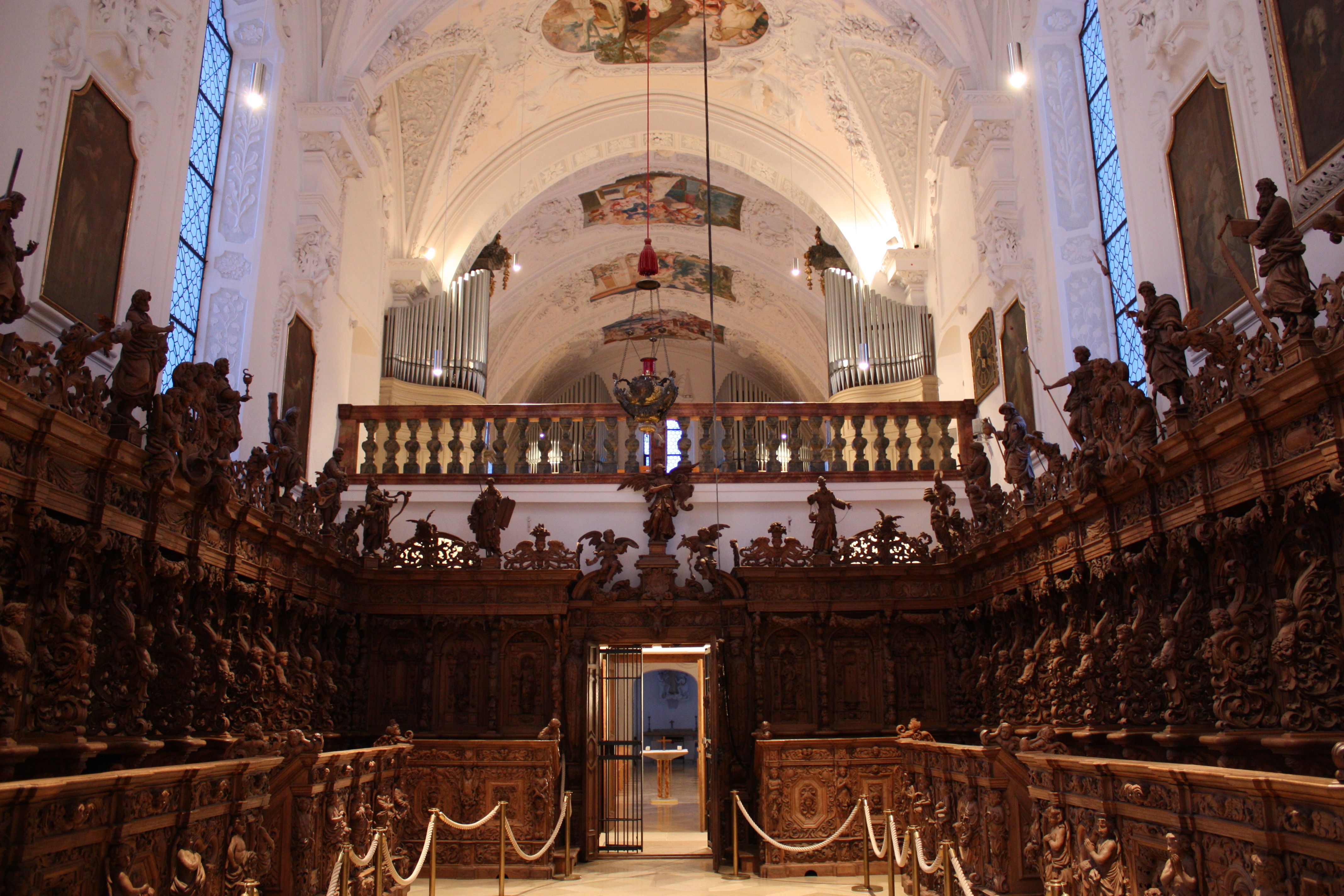
Blick vom Priesterchor mit dem Chorgestühl in den Brüderchor

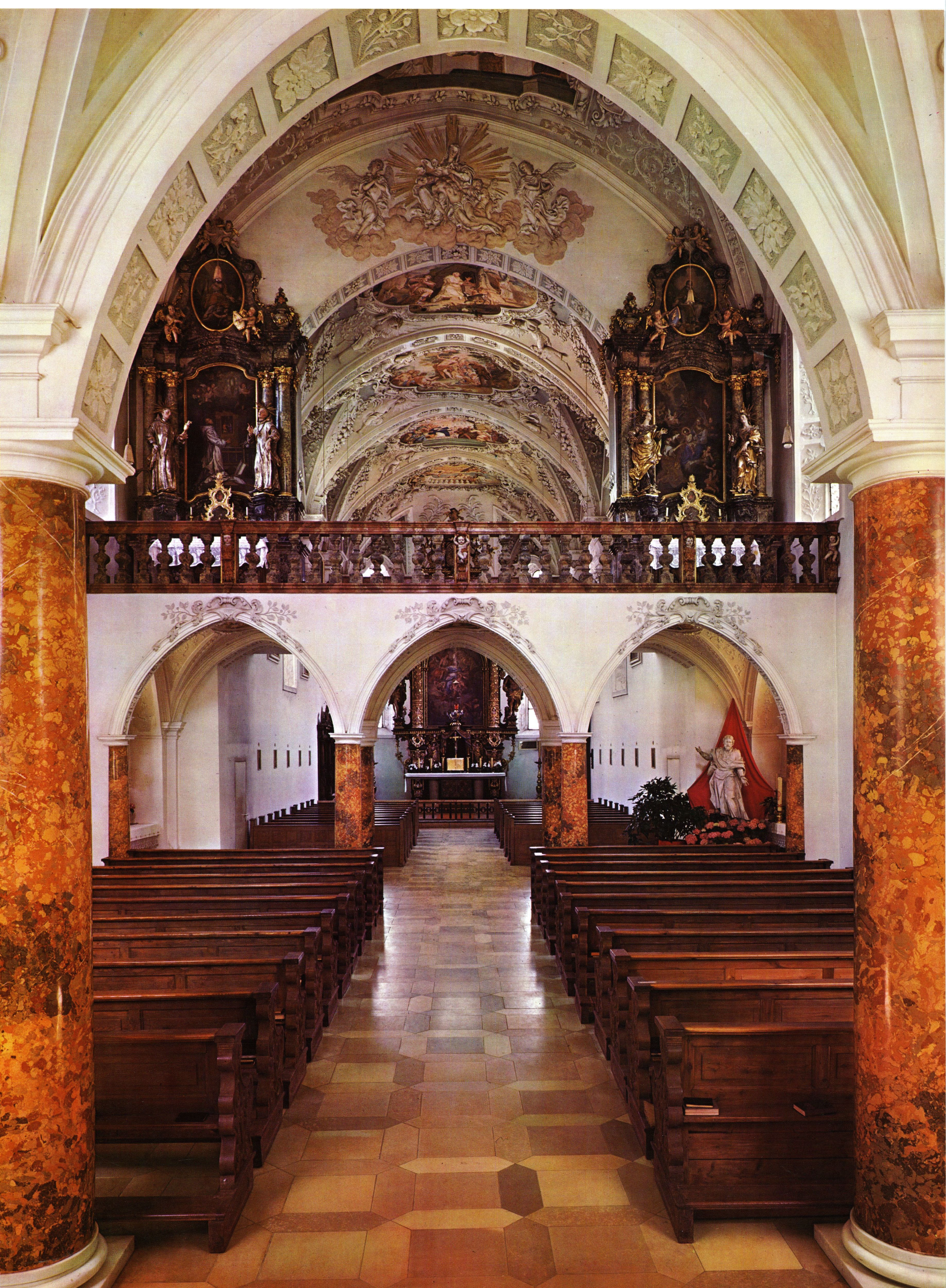
Innenraum von 1957 bis 1993

Die ehemalige Klosterkirche St. Maria, auch St. Mariä Himmelfahrt, der aufgehobenen Reichskartause Maria Saal ist eine barocke Saalkirche im oberschwäbischen Buxheim.
Vom Vorgängerbau, der vermutlich aus dem 11. Jahrhundert stammte, ist nichts mehr erhalten. Der Priesterchor aus dem 13. Jahrhundert ist der älteste Baukörper der Kirche, der Brüderchor stammt aus dem 15. Jahrhundert. Im 18. Jahrhundert gestalteten die Gebrüder Dominikus und Johann Baptist Zimmermann den Kirchenraum grundlegend im Barockstil um. Es war ihr erstes gemeinsames Werk.
Die ehemalige Kartausenkirche kam mit der Säkularisation an Graf Maximilian von Ostein und nach dessen Tod 1809 an die Grafen Waldbott von Bassenheim, die in der Kirche ihre Grablege einrichteten. Heute ist die Kirche im Besitz des Freistaates Bayern, der sie 1916 erwarb. Die Salesianer Don Boscos hatten von 1955 bis 1994 das Nutzungsrecht an der Kirche. Seitdem ist sie Teil des Deutschen Kartausenmuseums und vor allem wegen des barocken Buxheimer Chorgestühls von Ignaz Waibel bekannt.

## Lage

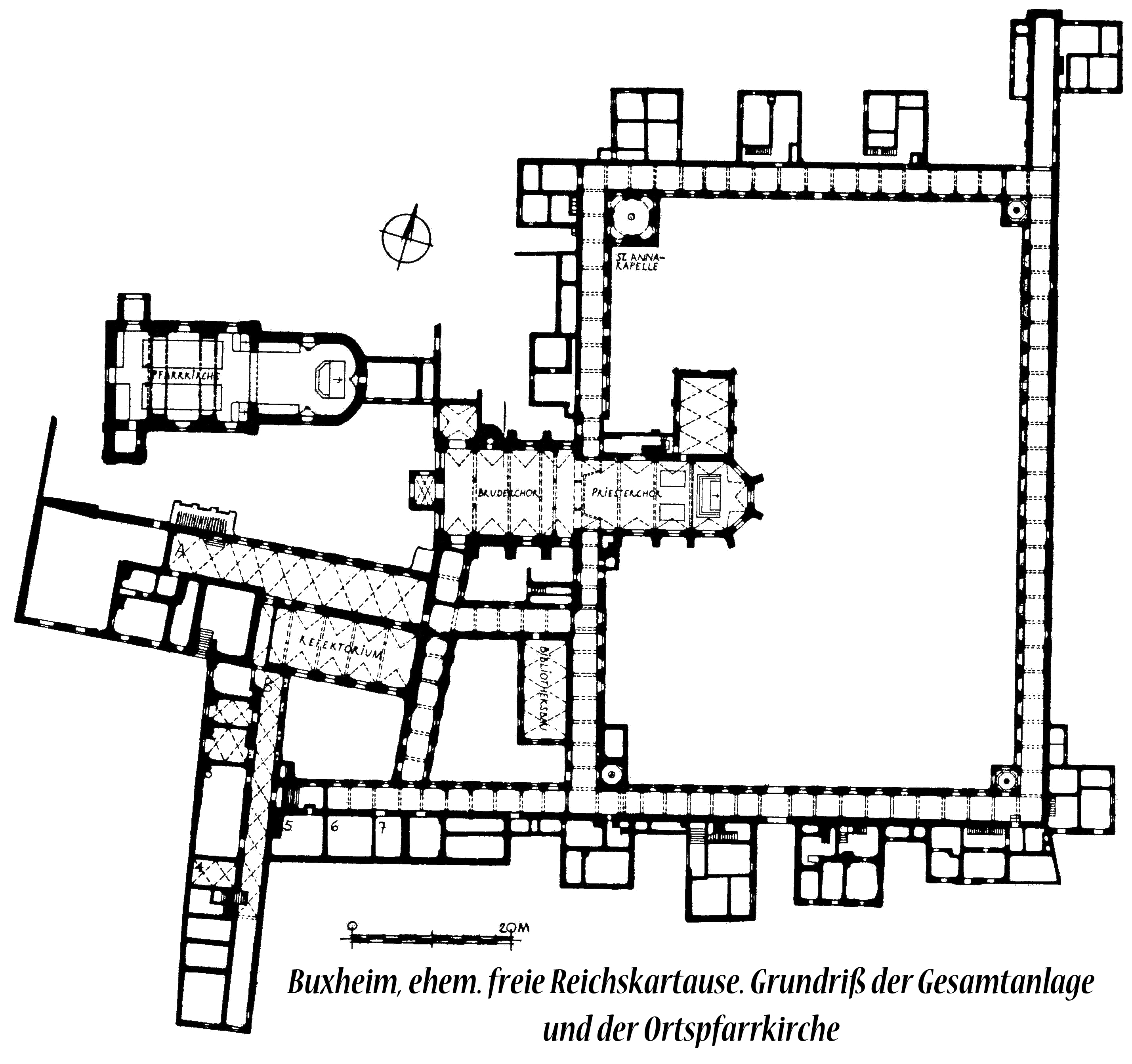
Grundriss des heutigen Klosterkomplexes

Die Kirche steht geostet zentral im ehemaligen Klosterkomplex auf einer Anhöhe des Illertales, dem sogenannten Memminger Trockental, einem Bestandteil der Donau-Iller-Lech-Platte.

## Geschichte
Der erste Kirchenbau ist wohl bei der Klostergründung um 1100 entstanden. Der Priesterchor stammt vermutlich aus dem 13. Jahrhundert; man geht davon aus, dass er die Kirche des Kollegiatstifts war. Es war ein unverputzter Ziegelbau mit spitzbogigen Maßwerkfenstern und wahrscheinlich einem Spitzbogengewölbe auf dem aufgehenden Mauerwerk. Eine Stiftung ermöglichte den Kartäusern 1435 die Anschaffung eines großen Altarblattes. Die umfangreichste bauliche Veränderung war der Anbau eines Brüderchors mit Kreuzganglettner um das Jahr 1450 durch den Laienbruder Collmanus zur räumlichen Trennung der Laienmönche oder Brüder von den Priestermönchen. Nördlich des Priesterchores wurde eine zweistöckige Sakristei angebaut, in deren Obergeschoss das Klosterarchiv untergebracht war. Mit Hilfe einer Stiftung konnte 1512 im Brüderchor eine Westempore eingebaut werden, zu der eine Wendeltreppe aus gebranntem Ton führte. Auf der Empore, die den Gästen des Klosters vorbehalten war, standen zwei Altäre, die 1955 an das Kloster Ottobeuren abgegeben wurden. Von der Empore gelangte man direkt in das Gästehaus des Klosters. 1680 begannen die Planungen für die Barockisierung der Kirche, die von 1709 bis 1711 durchgeführt wurde. Dabei wurden Bilder des Memminger Malers Johann Friedrich Sichelbein erworben und von 1687 bis 1691 baute Ignaz Waibel das berühmte barocke Chorgestühl ein. Im Priesterchor wurden die Rippen des spätgotischen Kreuzrippengewölbes abgenommen, im Brüderchor wurden sie umgestaltet. Die Fenster barockisierten die Gebrüder Zimmermann, die zwischen 1709 und 1741 für die Kartause tätig waren. Dabei wurden die gotischen Maßwerkfenster durch rundbogige stuckierte Fenster ersetzt. Dominikus Zimmermann erneuerte die Dachkonstruktion unter Leitung des Klostermaurermeisters Christian Wiedemann aus dem Kloster Elchingen. Dabei wurden im Dachspeicher über dem Priesterchor gemauerte Bögen eingebaut, die noch heute als eine kühne architektonische Leistung gelten.

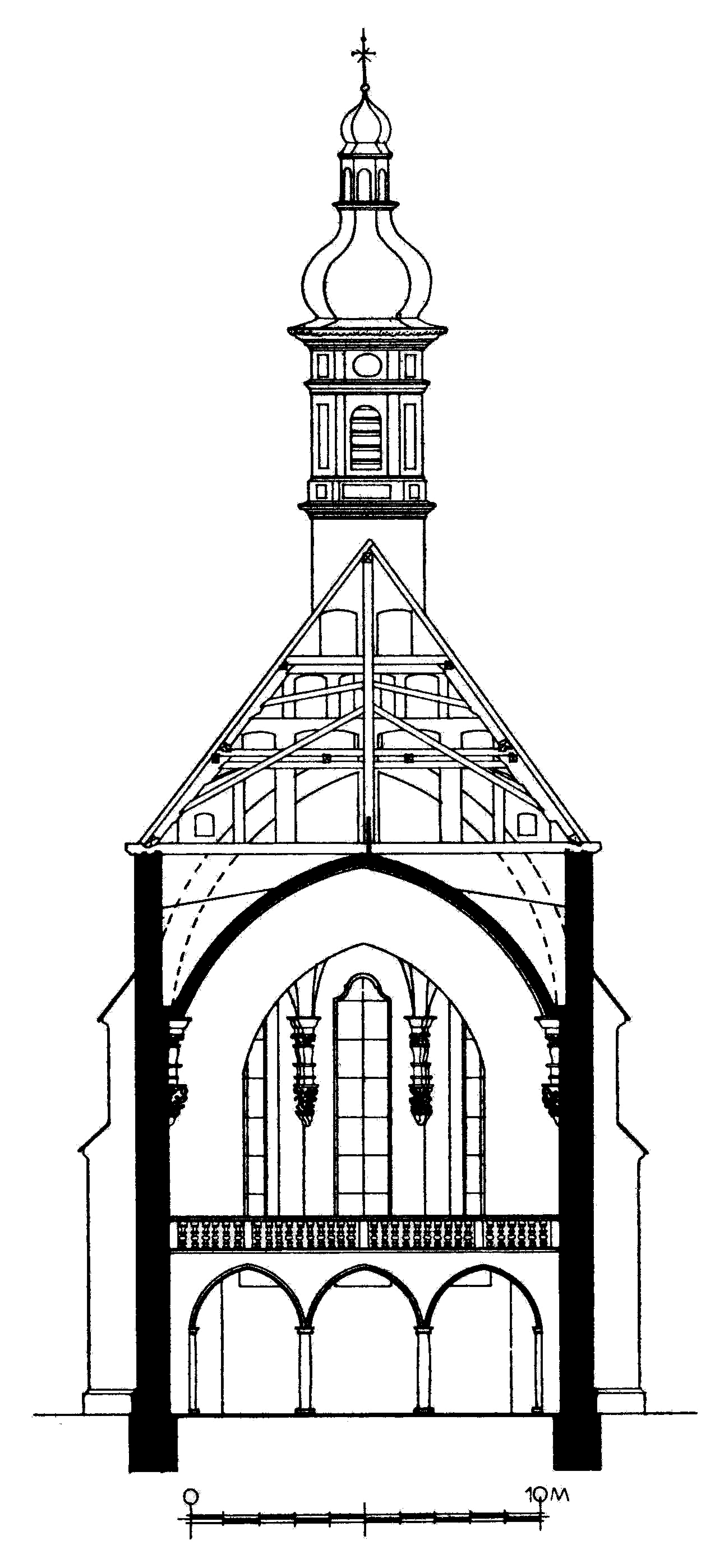
Querschnitt der Kirche St. Maria nach der Renovierung 1956

Die Seitenwände des Brüderchors wurden mit dem Material der abgebrochenen Kreuzrippengewölbe erhöht. Das ist noch an den Wänden im Dachstuhl sichtbar. Lediglich das Vorzeichen an der Westfassade wurde nicht umgebaut. Für den Katakombenheiligen Quartillus gestaltete Dominikus Zimmermann von 1737 bis 1741 die Marien- und Hugokapelle neu. 1802 wurde die Reichskartause im Zuge der Säkularisation aufgehoben und Graf Maximilian von Ostein übergeben. Die noch bis 1812 in der Kartause lebenden Priestermönche benutzten den Priesterchor weiterhin als Kirche. Die letzte Primiz eines Kartäusers wurde im Juni 1804 in der Kirche vollzogen. Der letzte Reichsprior und vorletzte Prior der Kartäusergemeinschaft der ehemaligen Reichskartause starb im Januar 1806 im 85. Lebensjahr und wurde in der Kirche bestattet. Der Kartäuserfriedhof, der vor dem Chor der Kirche lag, wurde 1815 profaniert.
Nach dem Tod von Graf von Ostein 1809 wurden die Grafen von Bassenheim Besitzer des Klosters. Sie ließen 1830 im Priesterchor eine Familiengruft einbauen, in der im selben Jahr als Erster Graf Friedrich Waldbott von Bassenheim bestattet wurde. Die Familiengruft mit zwei Eingängen war mit einem kunstvoll geschmiedeten Eisengitter umfriedet. Wegen der Verschwendungssucht der Grafen von Bassenheim wurden nach und nach die Kulturgüter und Kunstschätze des Klosters und der Klosterkirche verkauft. Der größte Verlust war die Beschlagnahme und Versteigerung von Einrichtungsgegenständen mit dem Chorgestühl im Priester- und Brüderchor, den Altären, dem Kirchensilber und einigen Ölgemälden durch die Gläubiger.
1916 erwarb der bayerische Staat die Kirche. Er überließ sie 1955 den seit 1926 in Buxheim tätigen Salesianern Don Boscos für den gottesdienstlichen Gebrauch und als Heimkirche. Bei der Renovierung der Kirche wurde der letzte verbliebene Kreuzganglettner der Kartause durch Beseitigung der Kreuzgangwände erheblich entwertet. Joseph Lutz aus dem nahen Leutkirch restaurierte 1956 alle Fresken der Kirche. Die abgebrochenen Wände des Kreuzganges wurden durch Säulen ersetzt. So entstand aus den beiden Chören ein großes Kirchenschiff mit einem Lettner. Die umgestaltete Kirche wurde 1956 durch den Augsburger Bischof Joseph Freundorfer geweiht. Das 1883 versteigerte Chorgestühl des Priesterchores, das mehrmals den Besitzer gewechselt hatte und zuletzt in einer nach den Maßen des Buxheimer Priesterchores errichteten Kapelle in England stand, konnte 1980 vom Bezirk Schwaben zurückgekauft werden. Der Kaufpreis betrug etwa zwei Millionen DM. Das Gestühl wurde bis 1994 wieder am ursprünglichen Ort eingebaut. Dabei wurden die 1955/56 abgebrochenen Teile des Kreuzganglettners wieder errichtet und Zeugnisse des Rückkaufs und Rückbaus, darunter Zeitungsausschnitte der Memminger Zeitung, eingemauert. Heute gehört die Kirche mit der Sakristei zum Deutschen Kartausenmuseum.

## Baubeschreibung
Die Kirche ist in Priesterchor, Brüderchor, Marienkapelle und Sakristei gegliedert und hat gotische Strebepfeiler mit Wasserschlag.
Der Kreuzgang mit dem Lettner trennt den Priesterchor vom Brüderchor. Die Fassade ist schlicht gestaltet und weiß verputzt.

### Priesterchor

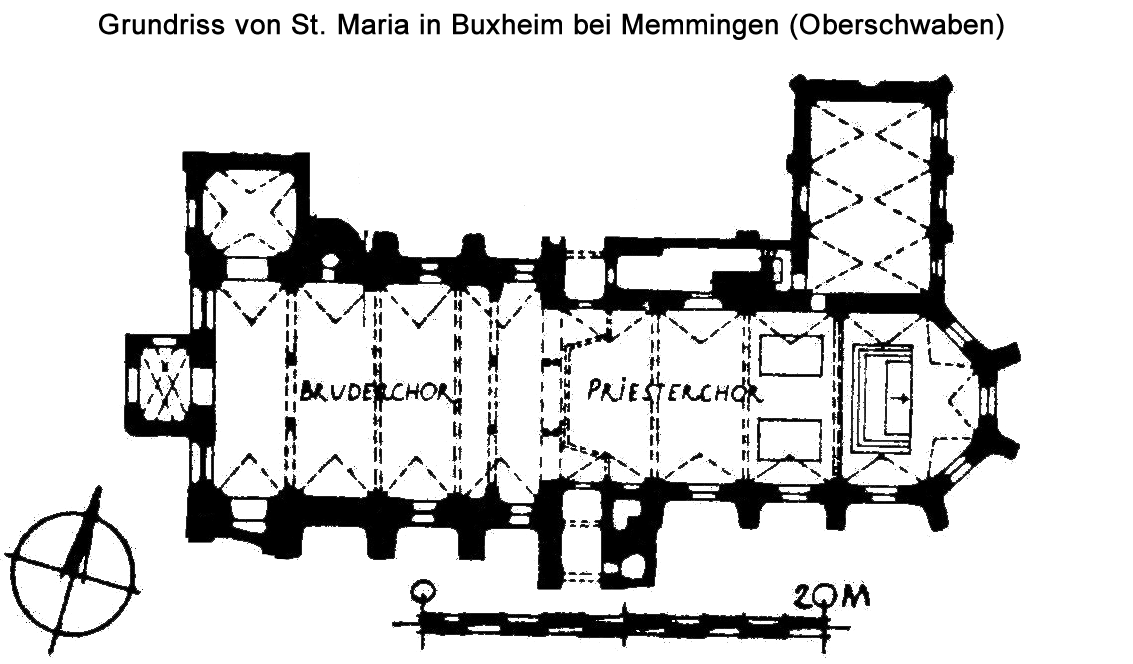
Grundriss der Kirche

Der Priesterchor ist etwas eingezogen, hat drei Joche sowie einen 5/8-Schluss. Er ist etwa 18 Meter lang, elf Meter breit und 11,75 Meter hoch. Er ist an der Westseite durch einen etwa fünf Meter hohen Kreuzganglettner vom Brüderchor getrennt und kann vom Kreuzgang aus durch eine barocke Holztür im Chorgestühl betreten werden. Von der Sakristei gelangt man zum Priesterchor und zum Kreuzgang. Ein Gang auf dem Kreuzganglettner ist durch eine Balustrade aus Kunstmarmor gesichert und führt auf beiden Seiten zu einem Rückpositiv der Orgel und einem Lettneraltar.
Die Chorfenster sind hoch mit geschwungenen Stürzen. Der früher spitze Chorbogen ist jetzt abgerundet. An der Nordseite, schräg gegenüber dem Zelebrantensitz, liegt der Eingang zur Sakristei.
Der Dachreiter auf dem westlichen Ende des Priesterchores hat eine Zwiebelhaube, auf die eine Laterne mit einer Glocke aufgesetzt ist. Die Spitze bildet ein Kreuz.

### Brüderchor
Der Kreuzganglettner trennt den einschiffigen Brüderchor vom Priesterchor. Das ehemalige Vorzeichen an der Westfassade wurde im Zuge der Kirchenerneuerung in den 1950er Jahren als Don-Bosco-Kapelle umgebaut, mit einem einfachen Tisch als Altar und einer Don-Bosco-Statue mit Kindern auf einem Sockel an der Westwand. Die Kapelle ist 3,65 Meter lang, 2,65 Meter breit und 4,76 Meter hoch. Im Westen des Brüderchors ist eine Orgelempore eingebaut, deren Brüstung früher das Einfriedungsgitter der Bassenheimgruft im Priesterchor war. Man kann den Brüderchor, der etwa 14,2 Meter lang, 10 Meter breit und etwa 13,3 Meter hoch ist, über eine Tür an der Nordseite oder über den Kreuzganglettner an der Ostseite betreten.

## Ausstattung des Priesterchors

### Chorgestühl
Das Chorgestühl der ehemaligen Kartausenkirche schuf Ignaz Waibel von 1687 bis 1691. Graf Hugo Waldbott von Bassenheim ließ es 1883 versteigern. Wer es damals erwarb, ist nicht bekannt. Bei einer erneuten Auktion ersteigerte 1886 der Direktor der Bank von England das Gestühl. Er schenkte es den Schwestern des St. Saviour’s Hospital in London, die es mit schwarzem Bootslack streichen ließen. Der Orden verlegte 1963 seinen Sitz und baute in Hythe in der Grafschaft Kent eine Kapelle nach den Maßen des Buxheimer Priesterchores. Als der Stützpunkt in Kent aufgelöst wurde, konnte der Bezirk Schwaben durch Initiative des Bezirkstagspräsidenten Georg Simnacher das Chorgestühl zu einem Preis von 450.000 Pfund Sterling, was etwa 1,05 Millionen Euro entspricht, zurückkaufen. Von 1980 bis 1994 wurde das Chorgestühl aufwendig saniert und restauriert. Dabei wurde der schwarze Bootslack entfernt, verloren gegangene Stücke wurden zum Teil nachgeschnitzt.

### Zelebrantensitz

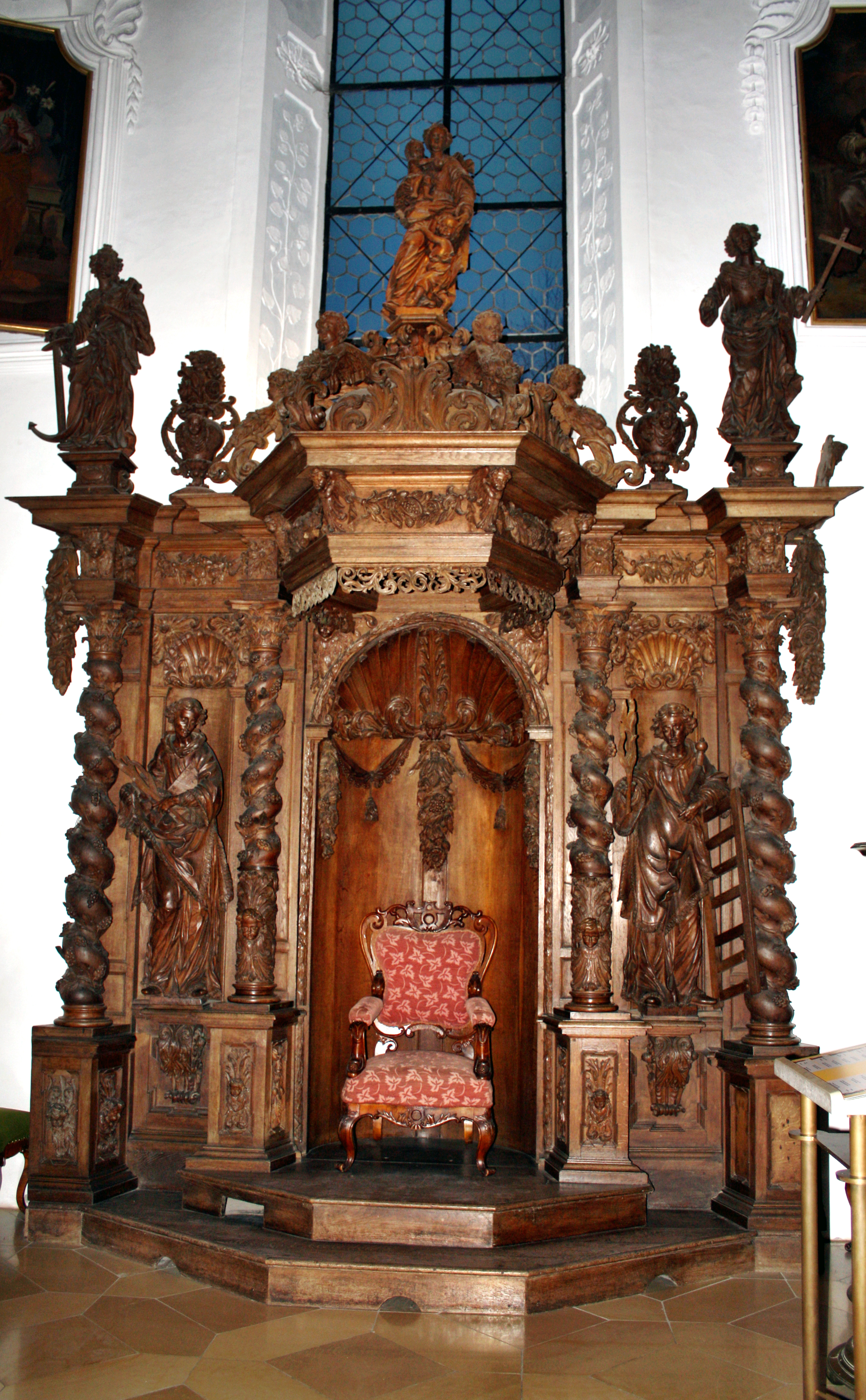
Der Zelebrantensitz

Das Gehäuse des Zelebrantensitzes fertigte Ignaz Waibel zusammen mit dem Chorgestühl aus Eichenholz. Das Sitzmöbel wurde versteigert und ist seither verschollen. Es stand in einer Ausbuchtung, zu der zwei trapezförmige Stufen führen, und wurde durch einen Stuhl ersetzt, der nicht zur übrigen Ausstattung passt. Der Aufbau des Gehäuses ist naturbelassen, von Allegorien der drei theologischen Tugenden Glaube, Hoffnung und Liebe bekrönt und links und rechts von je zwei gedrehten Freisäulen mit Weinranken flankiert. Die inneren Säulen tragen Engelsköpfe. Geschnitzte Figuren auf den äußeren Säulen stellen Spes (mit Anker) und Fides (mit Kreuz) dar, die Allegorien von Hoffnung und Glaube. Zwischen den Säulenpaaren sind Nischen mit geschnitzten Statuen zweier Diakone, links der heilige Stephanus, rechts der heilige Laurentius von Rom. Die Figuren sind schlank und fein ponderiert. Die Sitznische für den Zelebrantensitz hat eine gerundete und gewölbte Rückwand und ist mit Muscheln und Blumen geschmückt. Ein hexagonaler Baldachin über dem Sitz ist von Blattvoluten mit Engelsköpfchen und einer Figur der Caritas bekrönt. Sie trägt ein langes wallendes Gewand und hält auf ihrem rechten Arm ein Kind. Ihre linke Hand ruht auf dem Kopf eines zweiten Kindes, das sich an ihre Seite schmiegt. Ein Foto, das nach der großen Renovierung in den 1950er bis 1980er Jahren aufgenommen wurde, belegt, dass bei der jetzigen Aufstellung Fides und Caritas vertauscht wurden. Früher stand die Fides im Zentrum der Bekrönung.

### Kredenz

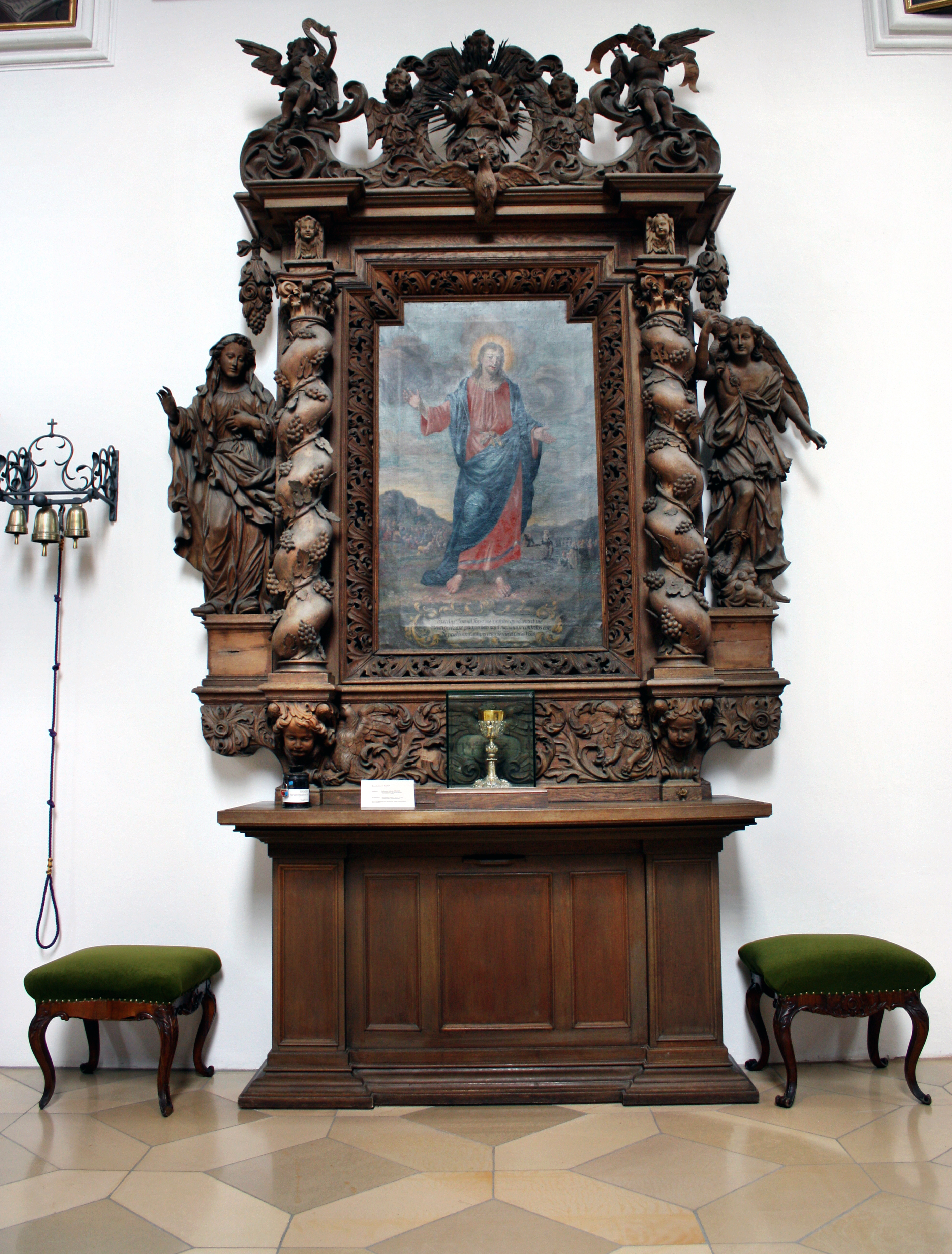
Die Kredenz im Priesterchor

Die Kredenz mit Eichenholzaufbau und einem einfach vertäfelten Sockel, wurde 1695 von Ignaz Waibel geschaffen. Auf dem Altarblatt stellte Johann Friedrich Sichelbein Christus, den Heiland, inmitten einer Landschaft dar. Der Horizont liegt niedrig, so dass Christus weitgehend vor dem Himmel platziert ist und dadurch hervorgehoben wird. Er ist mit einem Heiligenschein, rotem Gewand und blauem Überwurf dargestellt. Das Haupthaar ist schulterlang und hellbraun, der Bart kurz geschnittenen. Seine Arme sind seitlich etwas ausgestreckt, die Hände zu einer einladenden Geste geöffnet. Hinter der monumentalen Christusfigur sind in einer bergigen Landschaft zwei Szenen mit Christus als Prediger zu sehen, links die Bergpredigt (Mt 5,1 ff. ) und rechts die Predigt am See (Lk 5,1-4 ). Eine mit Rocaillen geschmückte Schrifttafel zu Füßen Christi trägt in lateinischer Sprache den Text aus Lk 4,18 . Das Gemälde ist stark übermalt. Unter dem Altarblatt sind geschnitzte Symbole der vier Evangelisten angebracht. Auf dem Altartisch steht ein goldener Kelch unter einer Schutzverglasung. Auf seitlichen Konsolen stehen neben gedrehten, von Weinreben umwundenen Freisäulen, ungefasste Holzfiguren der Verkündigung Mariens. Die linke Figur stellt Maria in einem weiten, faltenreichen Gewand dar. Die linke Hand hält sie demütig vor die Brust, die rechte ist zum Gruß erhoben. Ihr Kopf ist leicht nach unten gesenkt. Der Erzengel Gabriel auf der rechten Seite trägt einen Überwurf mit vielen Falten. Seine rechte Brust ist frei, die Flügel sind angelegt. Er hebt grüßend die rechte Hand und streckt die linke mit leicht angewinkelten Fingern nach hinten. Die Bekrönung der Kredenz besteht aus einem verkröpften Gebälk mit Gottvater auf einer Wolke, flankiert von zwei Puttenköpfen. Auf seitlichen Akanthusvoluten tragen Putten Schriftbänder mit den Anfangsworten des Gebetes Ave Maria, die auf das Motiv der Verkündigung hinweisen, zu dem auch Gottvater und die Heiliggeisttaube auf dem Gesims gehören. Teile der Schriftbänder gingen bei der Kirchenrenovierung 1956 verloren und wurden in den 1990er-Jahren beim Wiederaufbau des Chorgestühls nachgeschnitzt und ergänzt.

### Hochaltar

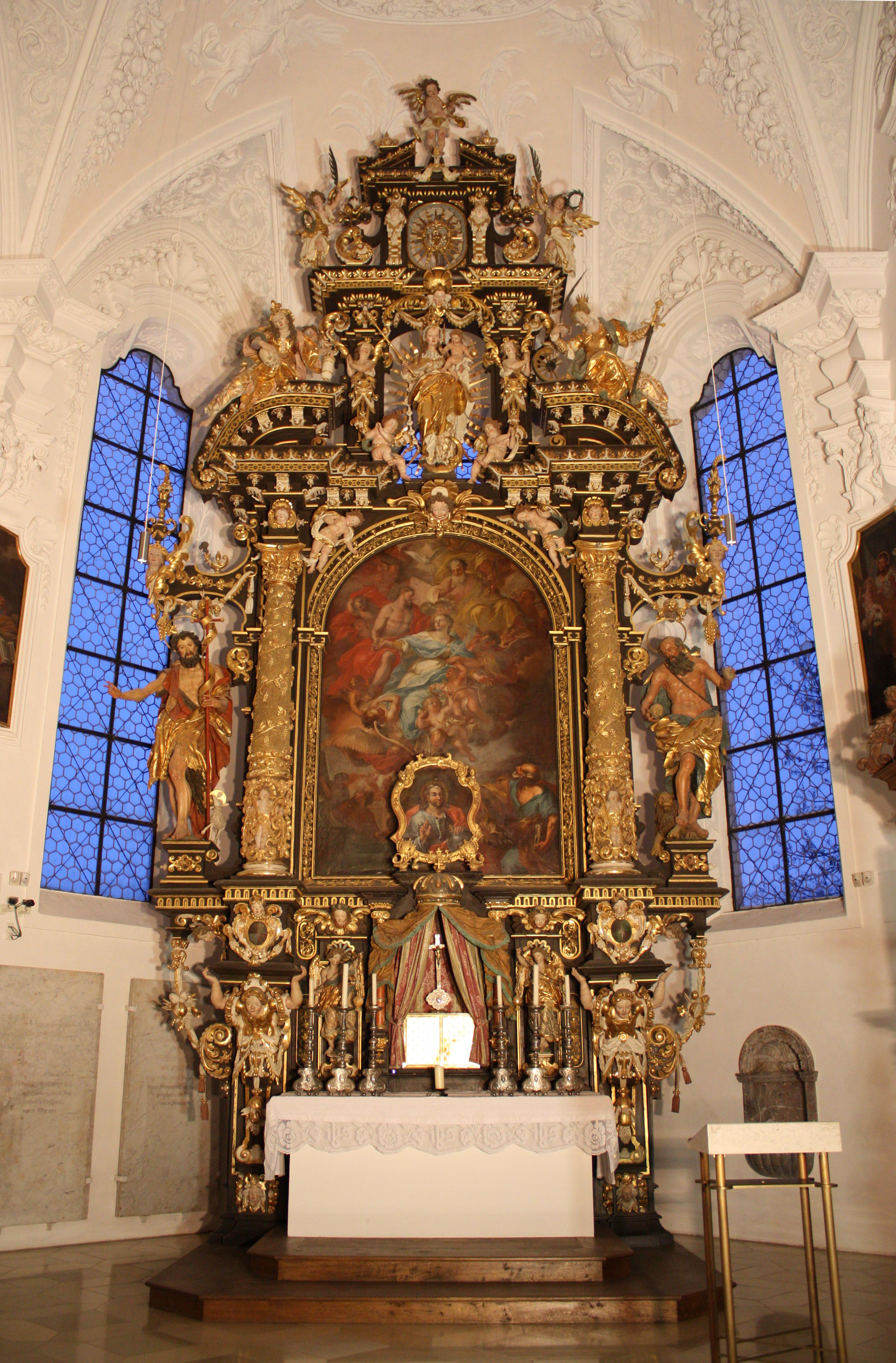
Der Hochaltar im Priesterchor

Der Hochaltar steht an der Ostseite des Priesterchores. Zunächst glaubte man, er sei nach einer nicht mehr vorhandenen Inschrift auf der Rückseite des Altars 1631 von Sigmund Schalk, einem Memminger Bildhauer, geschaffen worden. Der Bildhauer Schalk wird jedoch in keinem der Memminger Büchern, die für diese Zeit vollständig erhalten sind, erwähnt. Die neuere Literatur geht davon aus, dass die 1955 versehentlich entfernte Inschrift falsch gelesen wurde. Als Meister des Buxheimer Hochaltars könnte nach neuerer Forschung eher die aus Memmingen stammende und später in Ulm ansässige Künstlerfamilie Heschler gelten; vor allem Sigmund und David Heschler kämen in Frage, die auch auf Schloss Zeil tätig waren.
Der Altar ist ein dunkelbrauner viergeschossiger Holzaufbau mit reich vergoldetem Dekor. Der Sockel ist schlicht, auf ihm steht zwischen zwei Engeln mit Weihrauchfässern der Tabernakel. Der Altar ist im Stil einer Ädikula mit Baldachin und vergoldeter Krone erbaut. Sein großes Altarblatt mit dem Bild der Aufnahme Mariens in den Himmel und ihrer Krönung durch die Heilige Dreifaltigkeit ist mit J. G. Bergmiller F. Aug. Vind, 1718 signiert. Im unteren Teil ist ein Bildnis Christi als Salvator mundi in einem vergoldeten geschnitzten Rahmen vorgesetzt. Das Altarblatt wird von großen, mit vergoldeten Efeuranken verzierten Säulen flankiert, die von Atlanten getragen werden.
Neben den Säulen stehen überlebensgroße Holzstatuen auf seitlich angebrachten Konsolen. Die nördliche Figur stellt Johannes den Täufer mit einem Heiligenschein, braunem, langem Haupthaar und einem wallenden Vollbart dar. In der linken Hand hält er einen Kreuzstab mit dem goldenen Spruchband „Ecce Agnus Dei“. Unterhalb des Stabes steht ebenfalls mit einem Heiligenschein das Lamm Gottes. Die rechte Hand Johannes des Täufers ist nach vorn gestreckt, der Zeige- und Mittelfinger sind im Gegensatz zu den anderen Fingern zeigend ausgestreckt. Sein Gewand ist in Gold und Rot gefasst. Die südliche Figur zeigt den Kirchenvater Hieronymus mit einem Heiligenschein über seinem kurzgeschnittenen grauen Haarkranz. Sein wallender Vollbart ist grau. In der linken Hand hält er einen Stein, in der rechten einen Totenschädel. Sein Gewand, das nur seinen Rücken und die Lenden bedeckt, ist gold- und türkisfarben. Zu seinen Füßen kauert der Löwe, eines seiner Attribute.
Über den Säulen sitzen auf abgerundeten Giebelschenkeln Figuren der Heiligen Maria Magdalena und Katharina von Alexandrien. Die nördliche Figur ist Maria Magdalena, bekleidet mit einem goldenen Gewand und goldener Kopfbedeckung. Sie hält in der Rechten einen Totenschädel, in der Linken ein Myrrhegefäß. Katharina von Alexandrien ist in ein goldenes und türkisfarbenes Gewand gekleidet. Mit ihrer linken Hand umfasst sie den Griff eines Schwertes. Hinter ihr ist ihr zweites Attribut, ein zerbrochenes Rad, zu sehen. Zwischen den beiden ist in der Mittelkonsole die heilige Jungfrau Maria als Mondsichelmadonna im goldenen Strahlenkranz dargestellt. Sie trägt ein goldenes Übergewand, ein weißes Untergewand und eine Krone, unter der ihr langes braunes Haar hervortritt. In der Linken hält sie das nackte Jesuskind, in der Rechten ein goldenes Zepter. Das Jesuskind präsentiert mit der linken Hand die Weltkugel mit Kreuz. Umrahmt wird Maria von Engeln und Putten. Die Bekrönung des Altars ist eine Ädikula mit gesprengtem Giebel. Sie enthält das Monogramm Jesu und ist von drei Engeln umgeben.

### Fresken
Die von geschwungenen vierpassähnlichen Stuckrahmen umgebenen Fresken im Priesterchor schuf Johann Baptist Zimmermann in den Jahren 1711 bis 1713.

#### Verherrlichung des Herzens Jesu

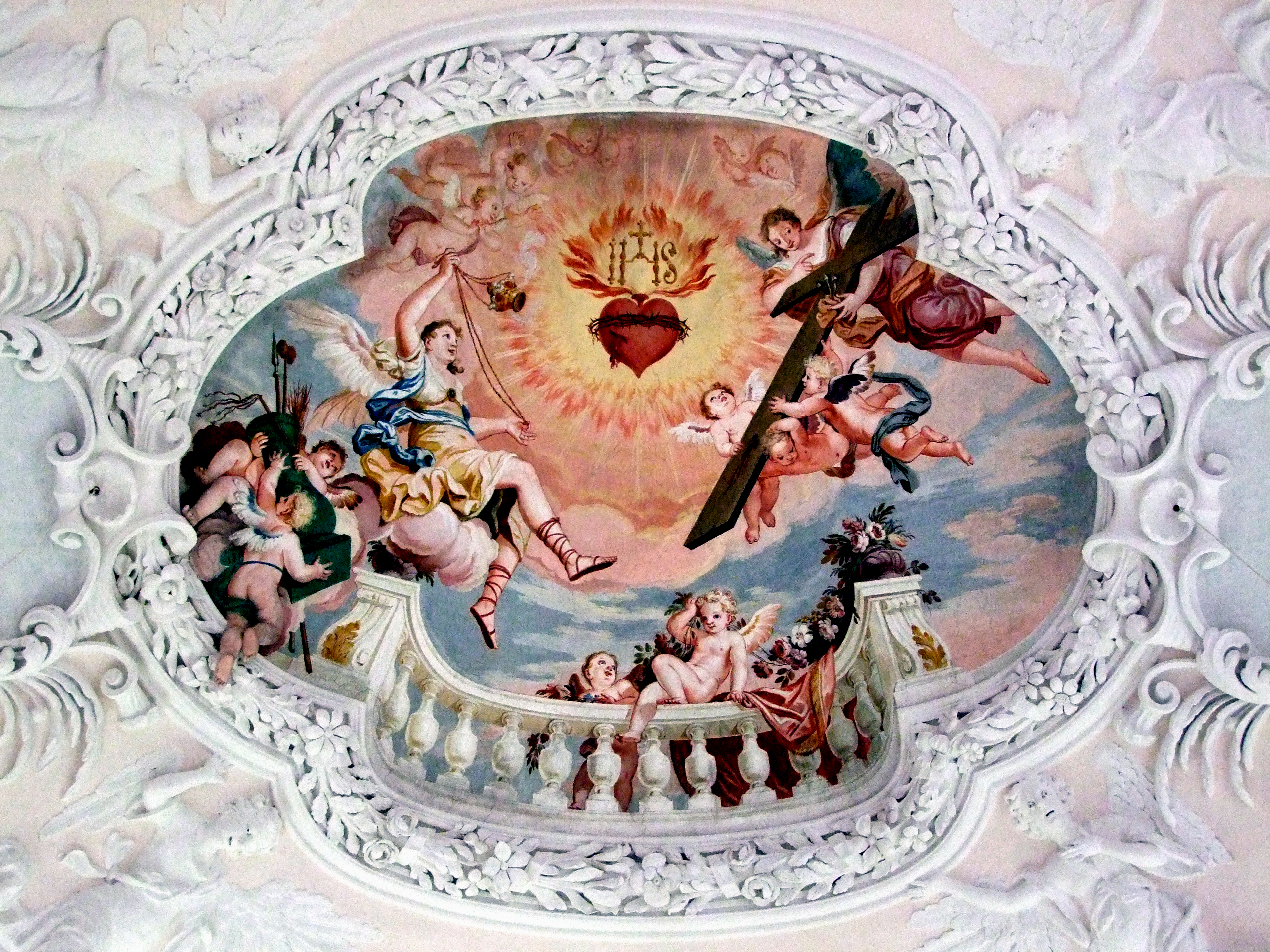
Die Verherrlichung des Herzens Jesu über dem Hochaltar

Das erste Fresko im Osten des Chores zeigt die Verherrlichung des Herzens Jesu. Über der Bildmitte umgibt ein durch Flammen stark hervorgehobener Strahlenkranz das Herz Jesu. Eine Dornenkrone umschlingt das Herz zur Erinnerung an die Passion Jesu; links ist die geöffnete Seitenwunde zu sehen. Aus einer trichterförmigen Öffnung tritt eine große Flamme hervor, in deren Schein das Christusmonogramm IHS mit einem Kreuz sichtbar wird. Links unterhalb des Herzens sitzt auf einer Wolkenbank ein in Gelb mit einem blauen Schultertuch gekleideter Engel in Sandalen. Er schwenkt als Zeichen der Verehrung und Anbetung ein Weihrauchfass in Richtung des Herzens. Zu beiden Seiten der Gruppe schweben Putten mit den Leidenswerkzeugen, den Arma Christi. Auf der rechten Seite hält ein Engel, unterstützt von Putten, Kreuz und Nägel. Links außen tragen mehrere Putten die Geißelsäule mit Ruten und Geißeln sowie Essigschwamm und Lanze. Die vordere Putte wendet dem Betrachter den Rücken zu. Ihre Füße aus bemaltem Stuck ragen aus dem Bild. Am unteren Rand des Freskos ist eine geschwungene weiße Balustrade durch Putten und Blumen belebt.

#### Ausgießung des Heiligen Geistes

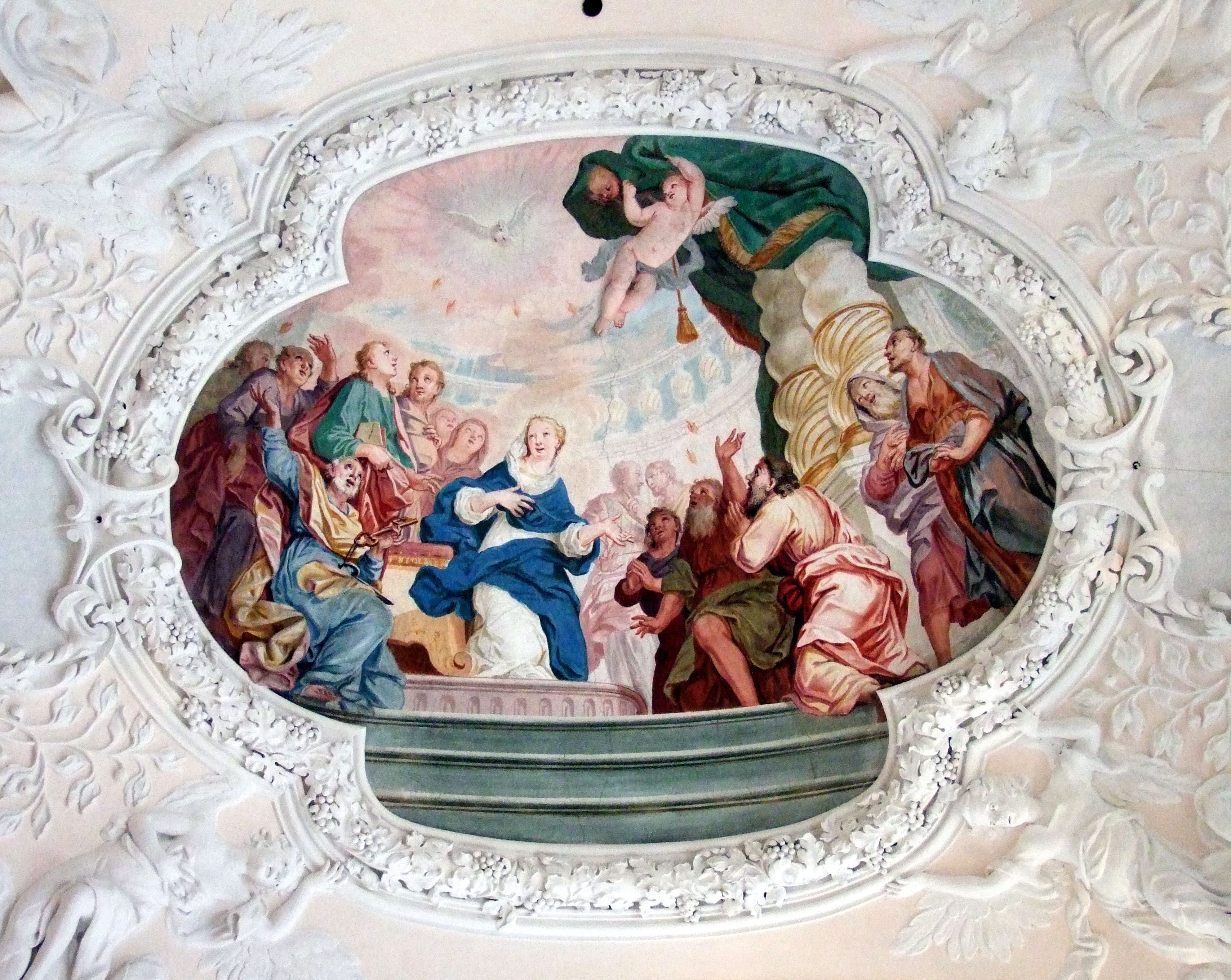
Ausgießung des Heiligen Geistes

Das zweite Fresko zeigt die Ausgießung des Heiligen Geistes. In der oberen Ausbuchtung ist links in Pastellfarben der Heilige Geist als Taube in einem Strahlenkranz zu sehen, von dem Flammenzungen auf die versammelten zwölf Jünger mit Maria in ihrer Mitte niedergehen. Eine Putte rechts neben der Taube hält einen grünen Umhang mit goldener Kordel über zwei weißen gedrehten Säulen. Rechts stehen zwei Jünger, ehrfurchtsvoll zum Himmel blickend, links daneben knien drei weitere, ebenfalls emporschauend, mit betenden Gebärden. Eine dreistufige Treppe schließt das Fresko nach unten ab. Auf einer vierten Stufe sitzt etwas erhöht Maria, in ein weißes Gewand mit blauem Überwurf gekleidet. Links neben ihr sind fünf Jünger platziert. Alle schauen nach oben, einer hält schützend seine Hand vor die Augen, um nicht geblendet zu werden. Vorne sitzt Simon Petrus, hinter ihm steht Johannes. Die vorderen drei Apostel sind dabei in kräftigem Grün und Rot gemalt, die hinteren in Pastelltönen. In der Mitte stoßen zwei Frauen zu der Gruppe. Rechts neben Maria stehen, in zarten Farben dargestellt, die letzten beiden Jünger, über denen im Hintergrund eine weiße Balustrade sichtbar ist.

#### Predigt Johannes des Täufers

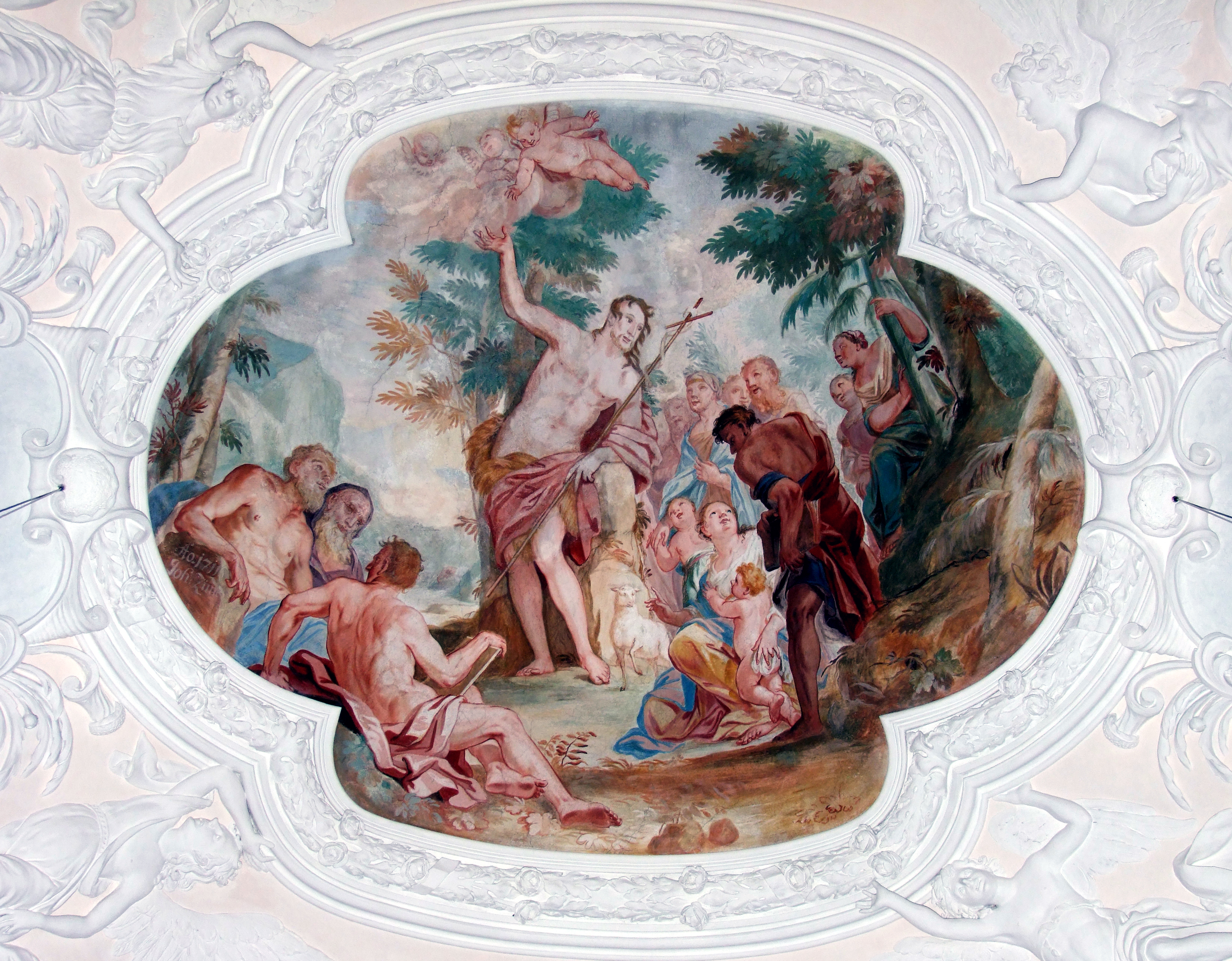
Predigt Johannes des Täufers

Das dritte Fresko zeigt die Predigt Johannes des Täufers. Das Geschehen, das sich nach biblischer Aussage in der Wüste abgespielt hat, ist hier in ein enges bewaldetes Tal verlegt. In seiner Mitte steht Johannes der Täufer vor einem hohen Baum. Er trägt lediglich ein Fell und einem roten Überwurf um die Lenden und den linken Arm. Kopf und Oberkörper sind nach rechts geneigt, parallel zum schräg gestellten Kreuzstab, den er mit seiner linken Hand hält. An dem Stab ist ein weißes Spruchband befestigt, ein Hinweis auf die Worte „Ecce Agnus Dei“ (Sehet das Lamm Gottes), mit denen sein Spruchband üblicherweise beschrieben ist. Sein rechter Arm ist zum Himmel gerichtet, aus dem über ihm eine Gruppe von Putten in einer Wolke erscheint. Neben Kreuzstab, Spruchband und dem Fell ist zu seinen Füßen das Lamm als Attribut des Täufers zu sehen. In leuchtend heller Farbe gemalt steht es vor dem Felsen, auf den er sich stützt. Rechts von Johannes hat sich eine Gruppe von Männern, Frauen und Kindern um den Prediger geschart. Ein Mann im Vordergrund hat dem Betrachter den Rücken zugewandt. Die dunklen Farben seines Körpers und seiner Kleidung bilden einen starken Kontrast zu dem Lamm, auf das er herabblickt. Rechts neben ihm ist ein steiler Hang abgebildet, an dem zwei Frauen sitzen. Eine von ihnen hält sich an einem Baum fest. Links von Johannes sitzt eine Gruppe von drei älteren, spärlich bekleideten Männern auf dem Boden, die nicht auf Johannes ausgerichtet sind, sondern miteinander im Gespräch zu sein scheinen. Der linke der drei Männer lehnt an einem Stein, der die Inschrift A'o. 1711 Joh: Zim trägt.

#### Der heilige Bruno wird nach Rom berufen

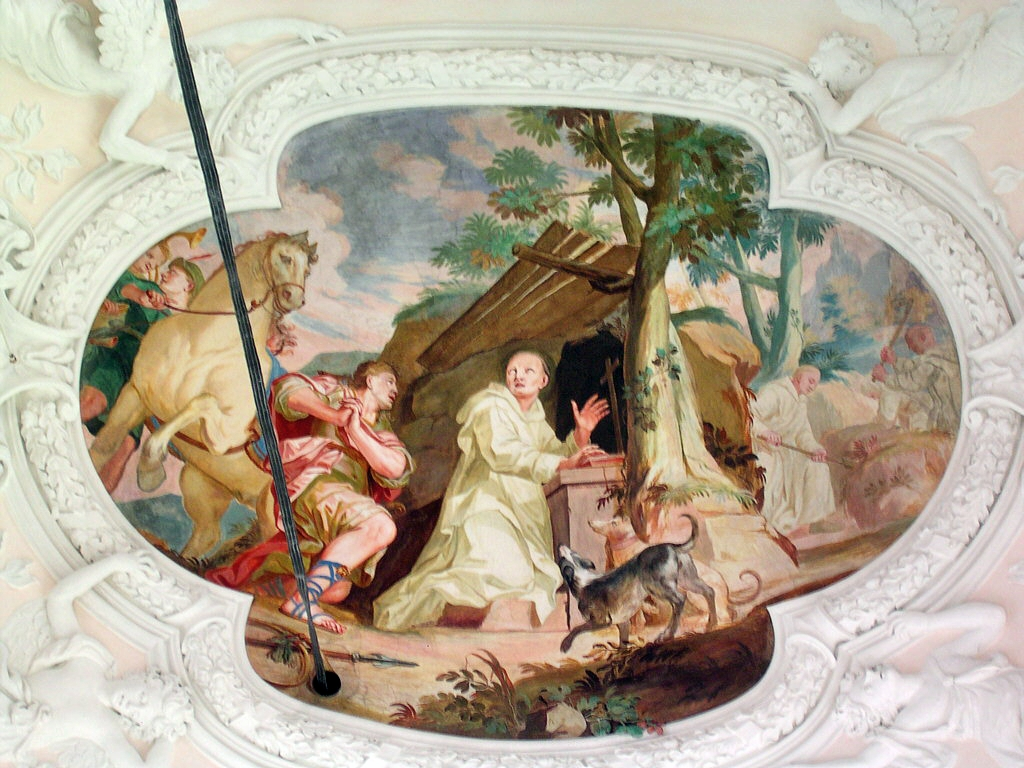
Der heilige Bruno wird nach Rom berufen

Der heilige Bruno wird nach Rom berufen ist Thema des vierten und letzten Deckenfreskos im Priesterchor im Gewölbe des westlichsten Joches. Bruno soll Berater seines ehemaligen Schülers Papst Urban II. werden. Das Bild zeigt zentral den mit einer weißen Kartäuserkutte bekleideten Bruno von Köln, der auf einer steinernen Fußbank vor einem kleinen Kreuz kniet, das auf einem Altartisch steht. Sein Kopf ist in Richtung des links neben ihm knienden Boten gerichtet, dessen Gesicht zu Bruno zeigt. Die gefalteten Hände des Boten bringen seine Bitte zum Ausdruck, ihm zu folgen. Neben dem bekleideten Boten wird ein weißes Pferd, das sich schon in Bewegung setzen will, von zwei weiteren Männern auf der anderen Seite des Pferdes mit den Zügeln festgehalten. Im Vordergrund sind zwei Hunde zu sehen, welche neugierig den Kopf in Richtung Bruno heben. Über Bruno ist ein loser Bretterverschlag auf einem steinernen Hügel und einem rechts neben dem Altar befindlichen Baum als Dach gelegt. Neben dem Baum ist eine hügelige Landschaft mit zwei Kartäusermönchen bei ihrer Arbeit zu sehen. Die obere Ausbuchtung des Freskos nehmen Horizont und Himmel sowie ein Baum ein.

## Kreuzganglettner
Der Kreuzganglettner trennt den Priester- und Brüderchor. In ihm verläuft der Kreuzgang des Klosters, gleichzeitig trennt der Kreuzganglettner den Brüder- und Priesterchor. Im Brüderchor ist er geöffnet und besitzt drei Joche, im Priesterchor ist er geschlossen. In etwa vier Metern Höhe ist der Kreuzganglettner zum Lettner geöffnet. Auf ihm stehen zwei Altäre, die dem Brüderchor zugewandt sind, des Weiteren befinden sich dort zwei Prospekte der Orgel der Kirche. In der Öffnung des Brüderchores ist im rechten und linken Joch jeweils ein Altar. Im mittleren Joch liegt eine Tür zum Kreuzgang. Im Priesterchor befindet sich auf selber Höhe eine Tür zum Priesterchor.

## Ausstattung des Brüderchors

### Fresken
Die Fresken im Brüderchor wurden von Johann Baptist Zimmermann in den Jahren 1711 bis 1713 gemalt. Sie sind in rechteckigen Stuckrahmen mit Aus- und Einbuchtungen eingefügt und zeigen Darstellungen von Kartäusermönchen.

#### St. Hieronymus Marchant in Ekstase vor dem Bild der Heiligen Dreifaltigkeit

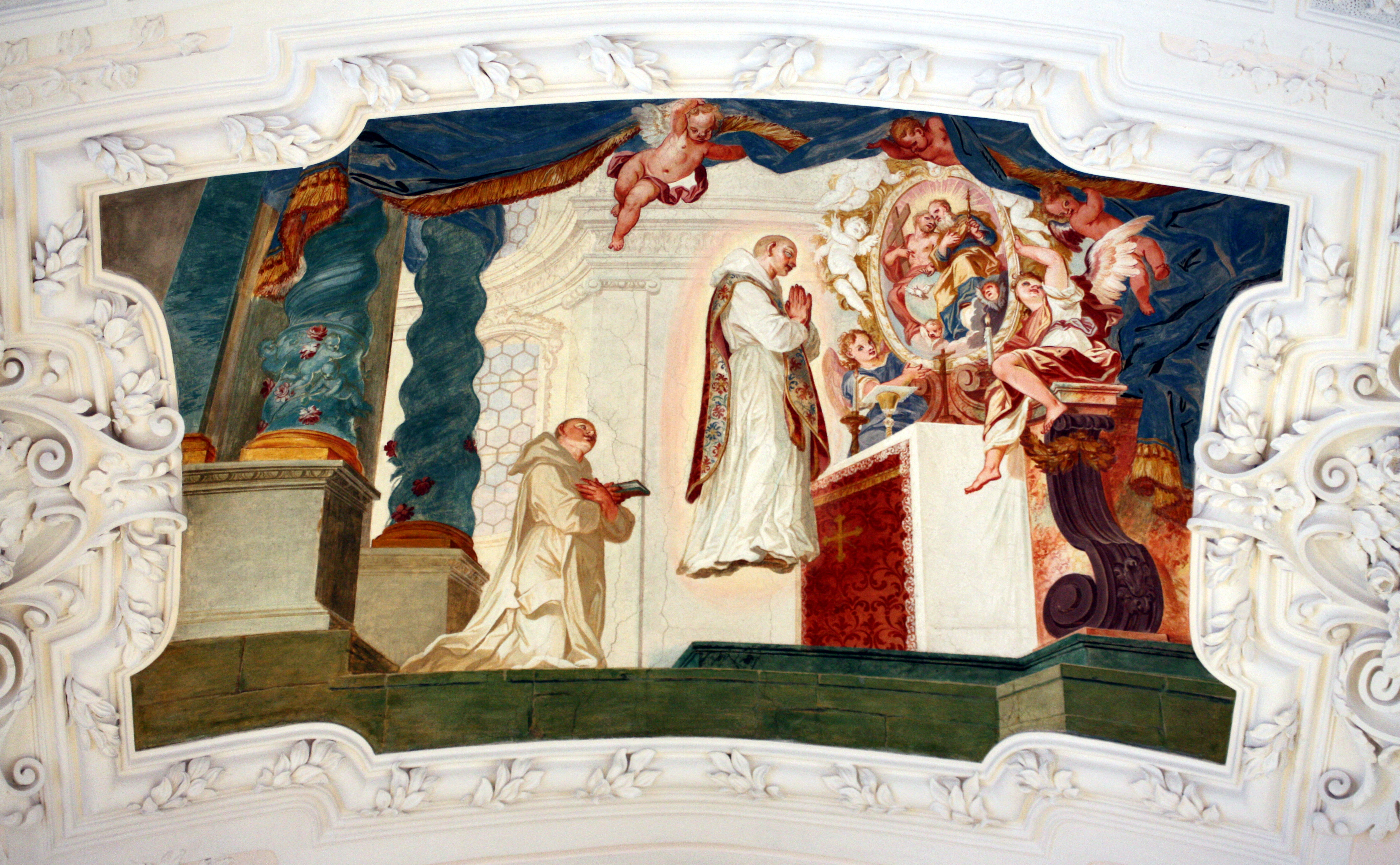
St. Hieronymus Marchant in Ekstase vor dem Bild der Heiligen Dreifaltigkeit

Das östlichste Fresko zeigt St. Hieronymus Marchant in Ekstase vor dem Bild der Heiligen Dreifaltigkeit. Auf der rechten Bildseite ist ein von Engeln und Putten umgebener Altar zu sehen. Das Altarblatt stellt die Heilige Dreifaltigkeit mit Gottvater, Jesus und dem Heiligen Geist in Form einer Taube dar. Jesus hält in der rechten Hand ein großes Kreuz, Gottvater in der linken ein Zepter. Vor dem Altar schwebt der Kartäuser, der über seiner weißen Kartäuserkutte ein rotes Priestergewand trägt. Seine Hände sind betend vor der Brust gefaltet. Der kahlgeschorene Kopf schaut in Richtung des Altarblatts. Der rechte und obere Bildrand wird aus einem blauen Vorhang mit goldener Bordüre, der von Putten nach oben gehalten wird, gestaltet. Hinter dem schwebenden Heiligen ist ein in eine weiße Kartäuserkutte gekleideter Mönch zu sehen. Seine Hände sind vor der Brust gekreuzt, dabei hält seine rechte Hand ein Buch. Sein Kopf ist nach oben auf den Heiligen gerichtet. Den Hintergrund der Szene bildet eine barocke Kirchenwand. Der linke Teil des Bildes wird von zwei türkisen gedrehten Säulen bestimmt, an deren unteren Enden rote Blumen zu sehen sind. Die Fundamente der Säulen bildet ein barockes Podest. Der untere Bildrand wird aus braun-grauen Steinen gestaltet.

#### Das Jesuskind erscheint St. Dominicus von Trier

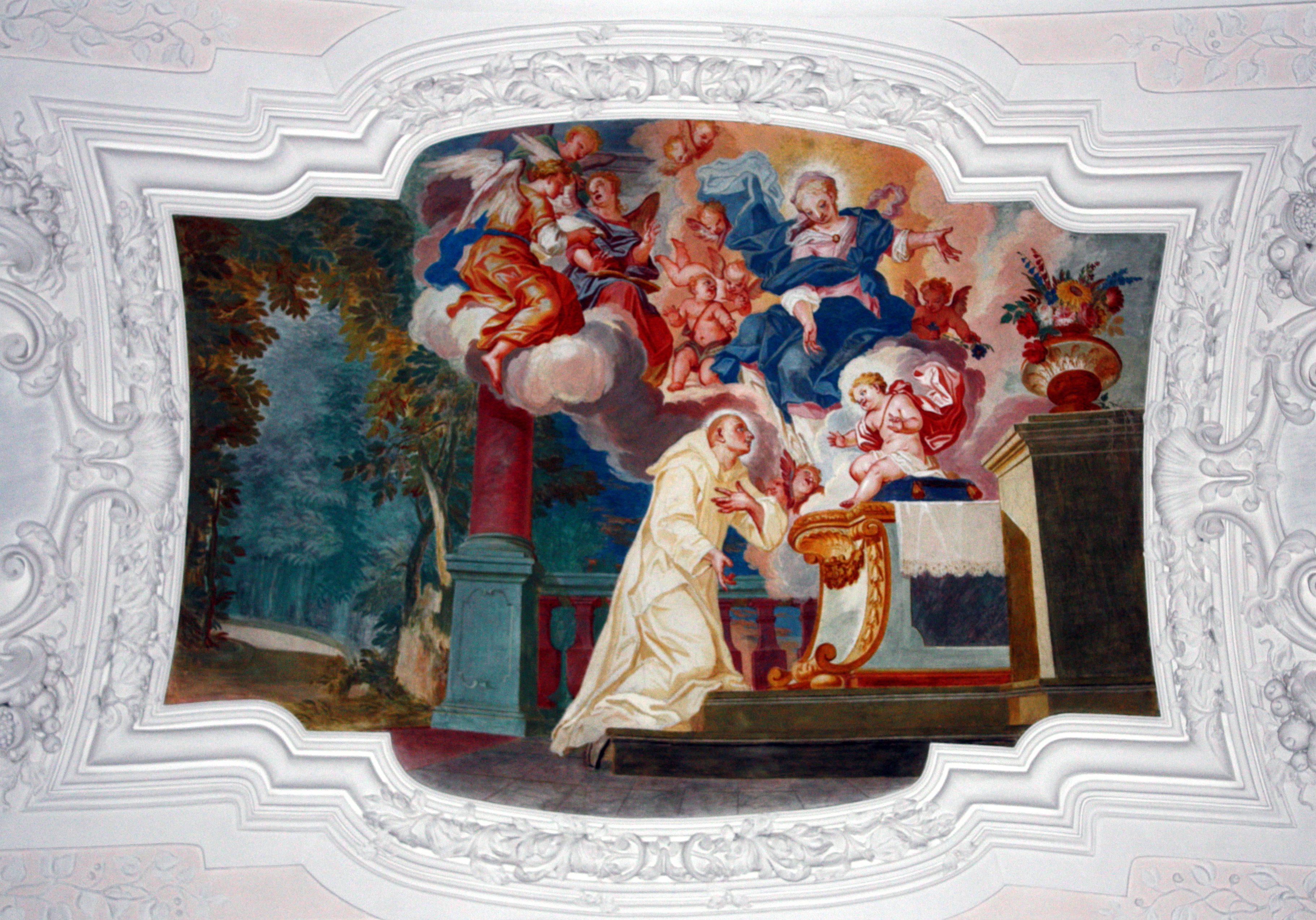
Das Jesuskind erscheint St. Dominicus von Trier

Das zweite Fresko zeigt das Motiv Das Jesuskind erscheint St. Dominicus von Trier. Die rechte Bildseite wird von einem Schrank, auf dem eine mit Blumen geschmückte Vase steht, gestaltet. Im Hintergrund der Vase sind graue, rotstichige Wolken zu sehen. Links an den Schrank schließt sich ein Altartisch an. Der mit Gold verzierte, barocke Altar steht auf einem zweistufigen Sockel. Auf dem Altar sitzt auf einem blauen Kissen das Jesuskind. Das nackte, blondgelockte Kind, dessen Lenden mit einem weißen Tuch bedeckt sind, trägt um die Schultern einen roten Umhang. Über dem Kind ist die Gottesmutter Maria auf einer Wolke zu sehen. Maria trägt ein rosa Gewand und einen türkisen, wallenden Umhang. Die ausgebreiteten Hände sind nach unten abgewinkelt, ihr Kopf in Richtung des Kindes geneigt. Umgeben ist Maria von mehreren Putten. Der Bildhintergrund ist mit orangen Wolken gemalt, welche bis zur Bildmitte reichen. Daneben klart der Himmel in ein dunkles Blau auf. In der oberen, linken Bildhälfte sind drei Engel auf einer Wolke vor dem aufklarenden Himmel zu sehen. Zentral in der Bildmitte kniet der Kartäusermönch in einer weißen Kartäuserkutte, auf der obersten Stufe vor dem Altar. Um seinen Kopf ist leicht ein weißer Strahlenkranz angedeutet. Seine linke Hand zeigt mit den Fingern auf seine Brust, die rechte Handfläche ist in Richtung des Altars abgewinkelt. Die Szene, welche in einem Garten spielt, endet in der linken Bildhälfte mit einem Wald, durch den ein Weg führt.

#### Christus erscheint St. Hugo von Grenoble

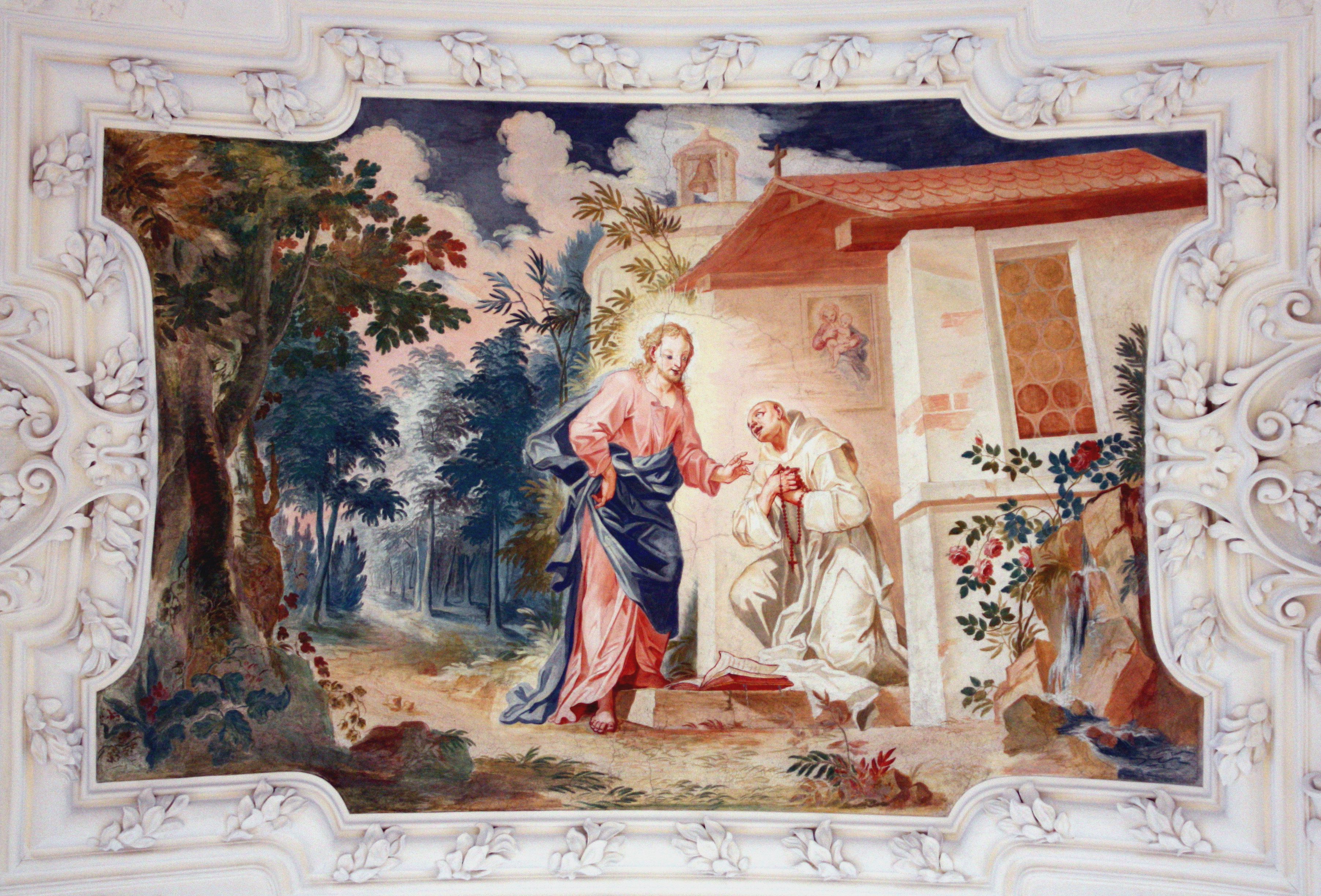
Christus erscheint St. Hugo von Grenoble

Das dritte Fresko zeigt die Szene Christus erscheint St. Hugo von Grenoble. Die Szene spielt vor einer kleinen Kapelle in einem Wald. Zentral ist die Jesusfigur dargestellt. Der barfüßige, mit blond gelockten Haaren und einem kleinen Heiligenschein versehene Jesus trägt ein rosafarbenes Gewand mit einem türkisen Umhang, welcher um die Hüfte geschlungen ist. Sein rechter Ellenbogen ist abgewinkelt, so dass seine Hand mit den Fingern auf die Hüfte zeigt. Die linke Hand zeigt mit der nach vorne abgewinkelten Hand auf den daneben abgebildeten Kartäusermönch. Er ist im Begriff niederzuknien. Seine Hände, mit denen er einen Rosenkranz hält, sind auf der Brust gefaltet. Vor ihm liegt auf der Eingangsstufe zur Kapelle ein offenes Buch, dessen Seiten wie im Wind zu blättern beginnen. Die rechte Bildseite wird von dem Eingang zur Kapelle gestaltet. Der Eingang ist in Art eines Vorzeichens gebaut und besitzt ein rechteckiges Glasfenster. Vor dem Vorzeichen ist ein Fels mit einer Quelle und blühenden Blumen zu sehen. Über dem Mönch ist ein schwach mit Pastellfarben gemaltes Bild der Muttergottes mit dem Jesuskind auf dem Arm zu sehen. Das Dach des Vorzeichens ist ein einfaches Giebeldach mit zwei Holzstreben, welche über das eigentliche Vorzeichen überkragen. Auf dem Giebel befindet sich ein kleines Kreuz. Die eigentliche runde Kapelle schließt sich im Hintergrund an und besitzt eine Dachlaterne mit einer Glocke. Die komplette linke Bildhälfte ist von einem Wald mit einem durchführenden Weg gestaltet. Der Hintergrund der Bildoberseite ist mit einem wolkenverhangenen Himmel gestaltet.

#### Martyrium dreier Kartäuser in London 1535

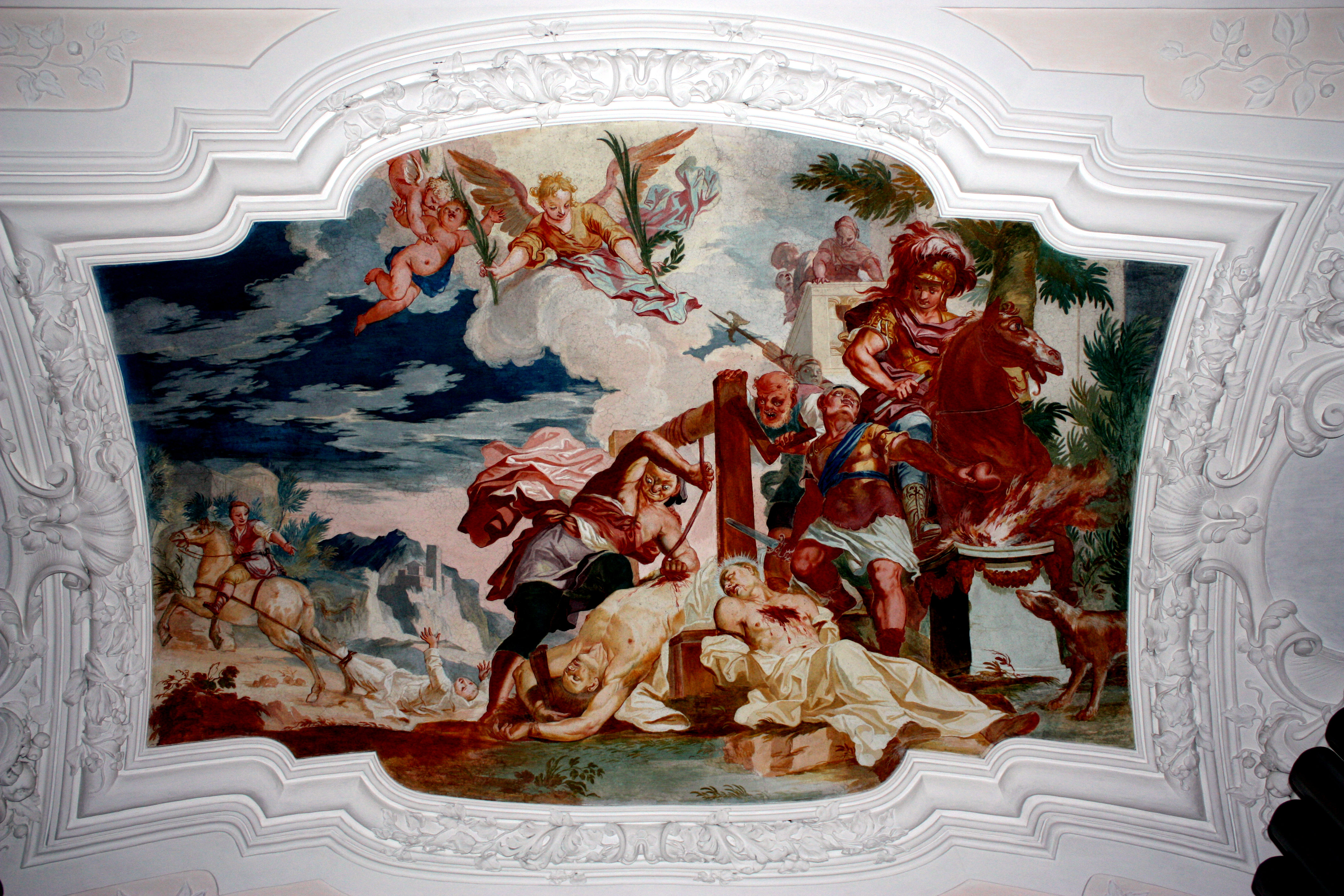
Martyrium dreier Kartäuser in London 1535

Das vierte und letzte Deckenfresko im westlichen Joch zeigt das Martyrium dreier Kartäuser in London 1535. Die rechte Bildseite ist von einem von Pflanzen umgebenen Podest gestaltet. Vor dem Podest ist ein brauner Hund zu sehen. Über dem Podest taucht ein in eine goldene Rüstung gekleideter berittener Soldat auf. Er blickt zu einem Soldaten hinunter, welcher in seiner ausgestreckten linken Hand ein Herz hält, das er in dem auf dem Podest lodernden Feuer verbrennen will. Unterhalb des stehenden Soldaten, der zu dem berittenen Soldaten blickt, liegt ein Kartäusermönch. Dessen Kutte ist ihm bis zu den Lenden heruntergezogen. Er hat eine blutige Wunde in der Brust. Sein Kopf ist von einem leicht angedeuteten Strahlenkranz umgeben. Links neben dem toten Kartäuser liegt ein weiterer nackter Kartäuser unter einer Kurbel. Ein Haken an einem Seil, das von dieser Kurbelvorrichtung, ähnlich der eines Brunnens, herabhängt, wird von einem in Tüchern gekleideten, geharnischten Soldaten in seinen Bauch eingeführt. An dieser Stelle ist eine blutige Wunde zu sehen. Die Hände des Kartäusers sind über den Kopf gestreckt, die linke über dem Kopf angewinkelt. Ein kleiner weißbärtiger Mann bewegt die Kurbel rechts über dem liegenden Kartäuser. Hinter ihm steht ein Soldat mit Liktorenbündel. Die linke Bildhälfte wird von einer Landschaft dominiert. In dieser Landschaft reitet ein Mann, der hinter seinem Pferd einen am Boden liegenden, die Arme zum Himmel gerichteten Kartäuser herzieht. Den Hintergrund der Szene bestimmt eine Felsenklippe. Hinter dem Soldaten in goldener Rüstung ist ein Balkon gezeichnet, von dem aus einige Personen dem Martyrium zusehen. Über der Szene befinden sich Wolken, aus denen ein Engel schaut. In seinen Händen hält er Palmzweige, in der linken zusätzlich einen Lorbeerkranz, für die zu Tode Gefolterten. Links neben dem Engel sind zwei Putten zu sehen.

### Empore
Die beiden ehemaligen Altäre der Westempore stehen heute bei der Benediktkapelle im Kloster Ottobeuren.

#### Emporengewölbe
Die drei Joche unter der Empore sind mit je einem Gewölbefresko ausgestattet. Die drei Bilder mit marianischen Motiven haben dieselbe Form wie die Fresken des Lettnergewölbes. Das Bild im mittleren Joch ist von vier Marienemblemen umgeben.

##### Tempelgang Mariens

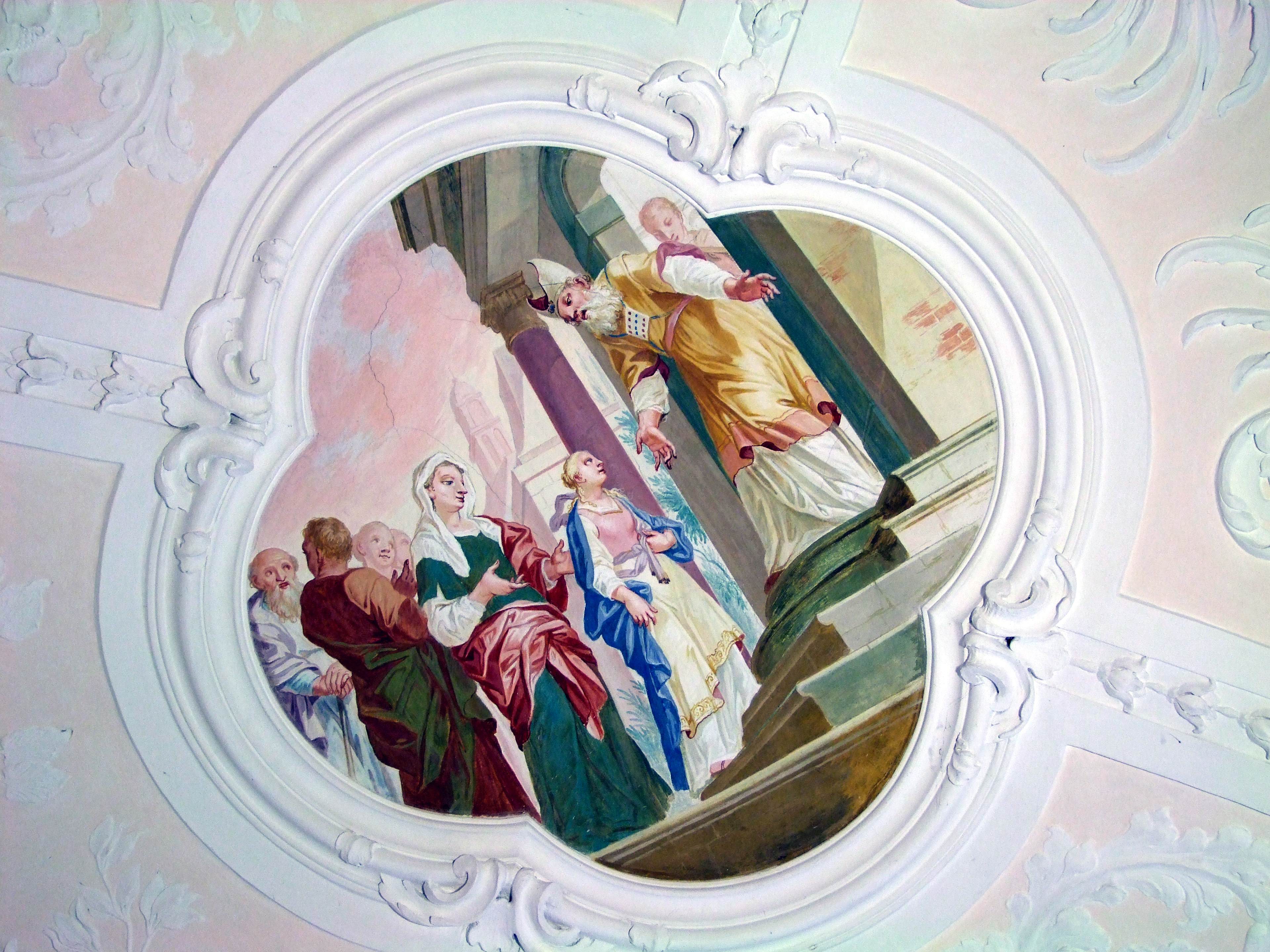
Tempelgang Mariens

Im südlichen Fresko ist der Tempelgang Mariens zu sehen. Es zeigt in der Bildmitte die junge Maria auf einer den unteren Bildrand einnehmenden Treppe. Sie trägt ein trachtartiges Gewand mit weißer Bluse, rosa Gewand, ecrufarbener Schürze und blauem Überwurfgewand. Ihr blondes Haar ist zu einem Knoten geflochten, ein paar lockige Strähnen fallen ihr an der Schulter herunter. Die linke Hand hält sie an ihrem Schürzengürtel, die rechte ist fallend an ihrem Überwurfgewand. Sie blickt mit einem treuherzigen Gesicht nach oben zu einem Hohepriester, der auf der obersten Treppenstufe innerhalb einer barocken Vorhalle mit Säulen steht. Er trägt eine nach vorn offene, weiße Mitra, die innen mit rotem Stoff verkleidet ist. Der Patriarch hat einen weißen, langen, wallenden Vollbart. Er trägt ein naturweißes Gewand mit einem goldenen Überwurfgewand, auf dem der hohepriesterliche Brustschild zu sehen ist. Seine rechte Hand zeigt mit der Handfläche auf Maria, die linke ist nach links mit der Handfläche nach vorn ausgestreckt. Hinter ihm ist schwach ein jungenhafter Mann zu erkennen. Hinter Maria steht ihre Mutter Anna mit weißem Kopftuch, grünem Gewand und rotem Überwurfgewand, das um die Hüfte geschlungen ist. Hinter Anna sind mehrere Gestalten zu erkennen. Die vorderste wendet dem Betrachter den Rücken zu, der links neben ihr stehende Mann spricht mit ihr. Dahinter sind mehrere Personen schwach abgebildet.
Zum Tempelgang Mariens gehört das Emblem mit dem Lemma UNI SPONSO (vermählt mit dem Einen), das auf die Verbindung zwischen Gott und Maria hinweist. Auf dem Bild steht zwischen zwei Säulenpaaren ein Himmelbett. Wie die folgenden drei Embleme ist auch dieses einfarbig grün.

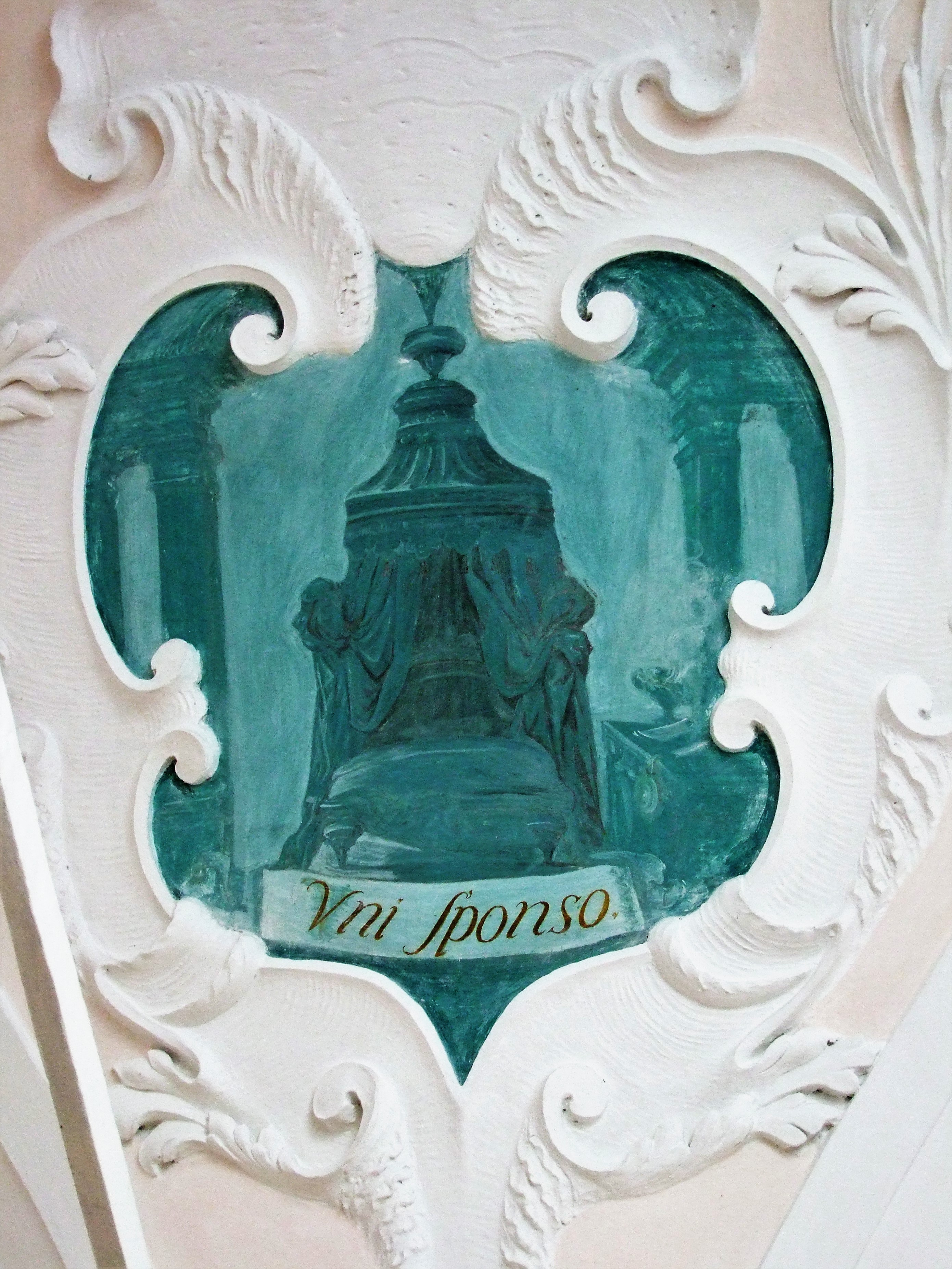
UNI SPONSO
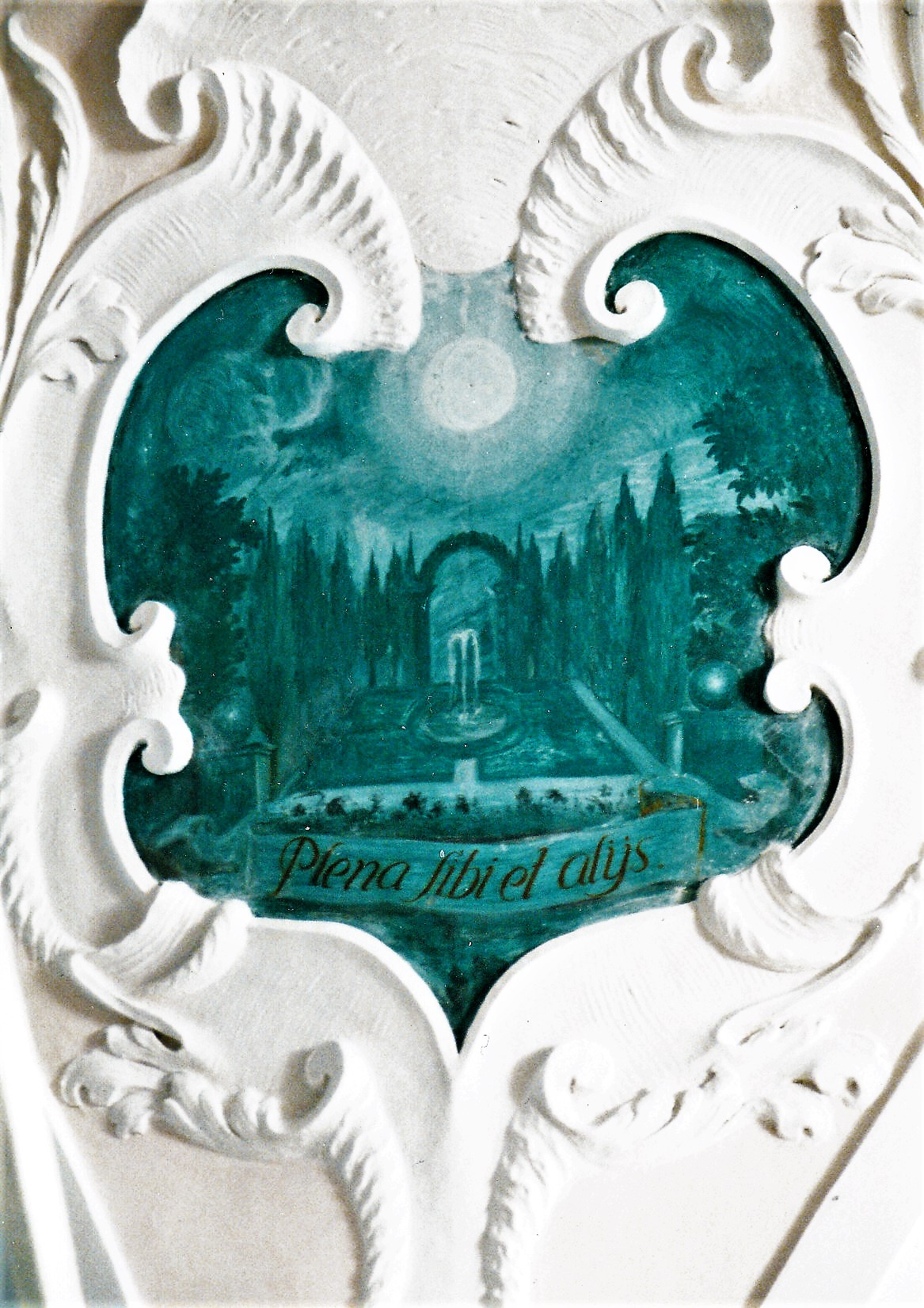
PLENA SIBI ET ALIIS
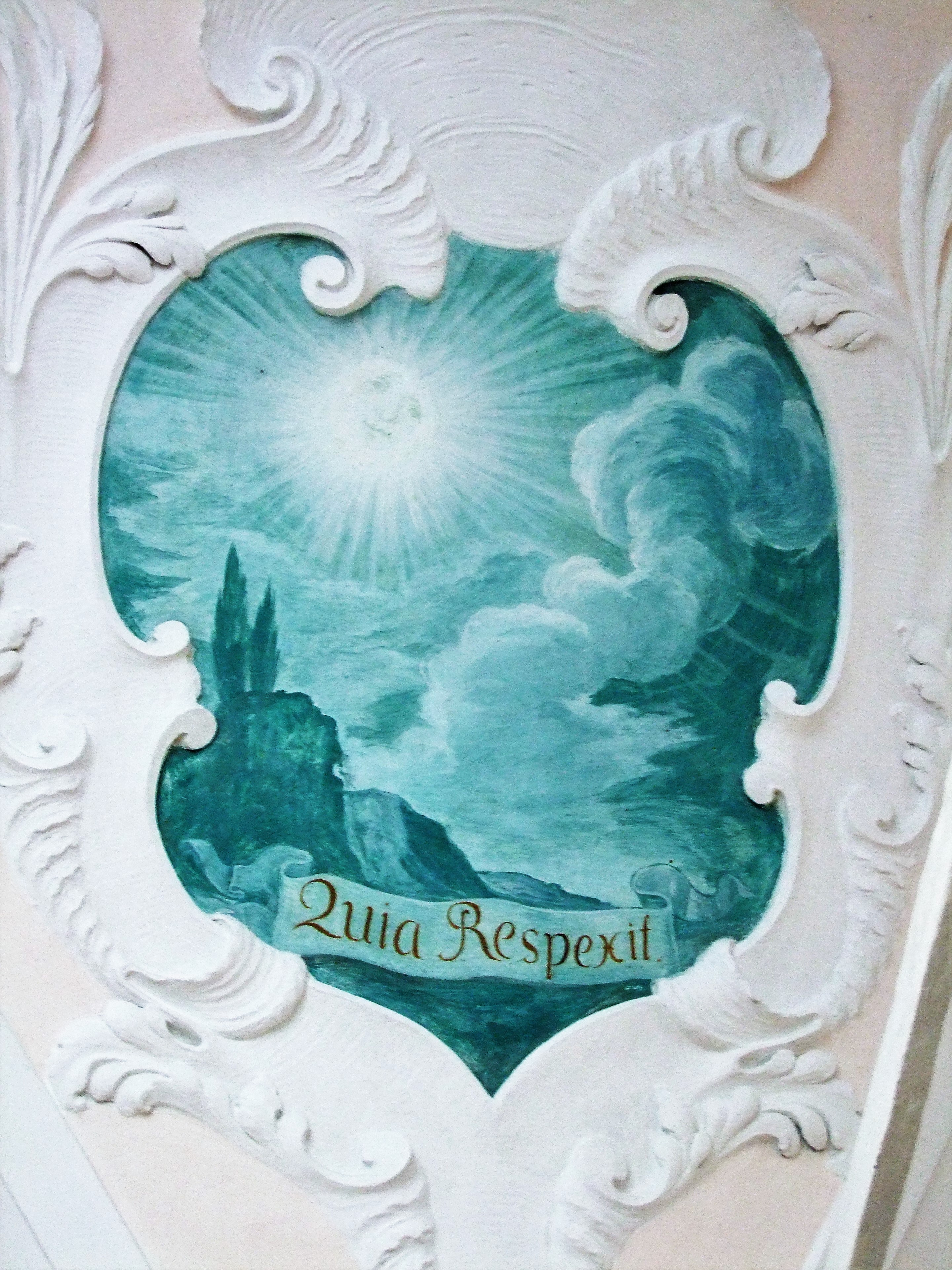
QUIA RESPEXIT
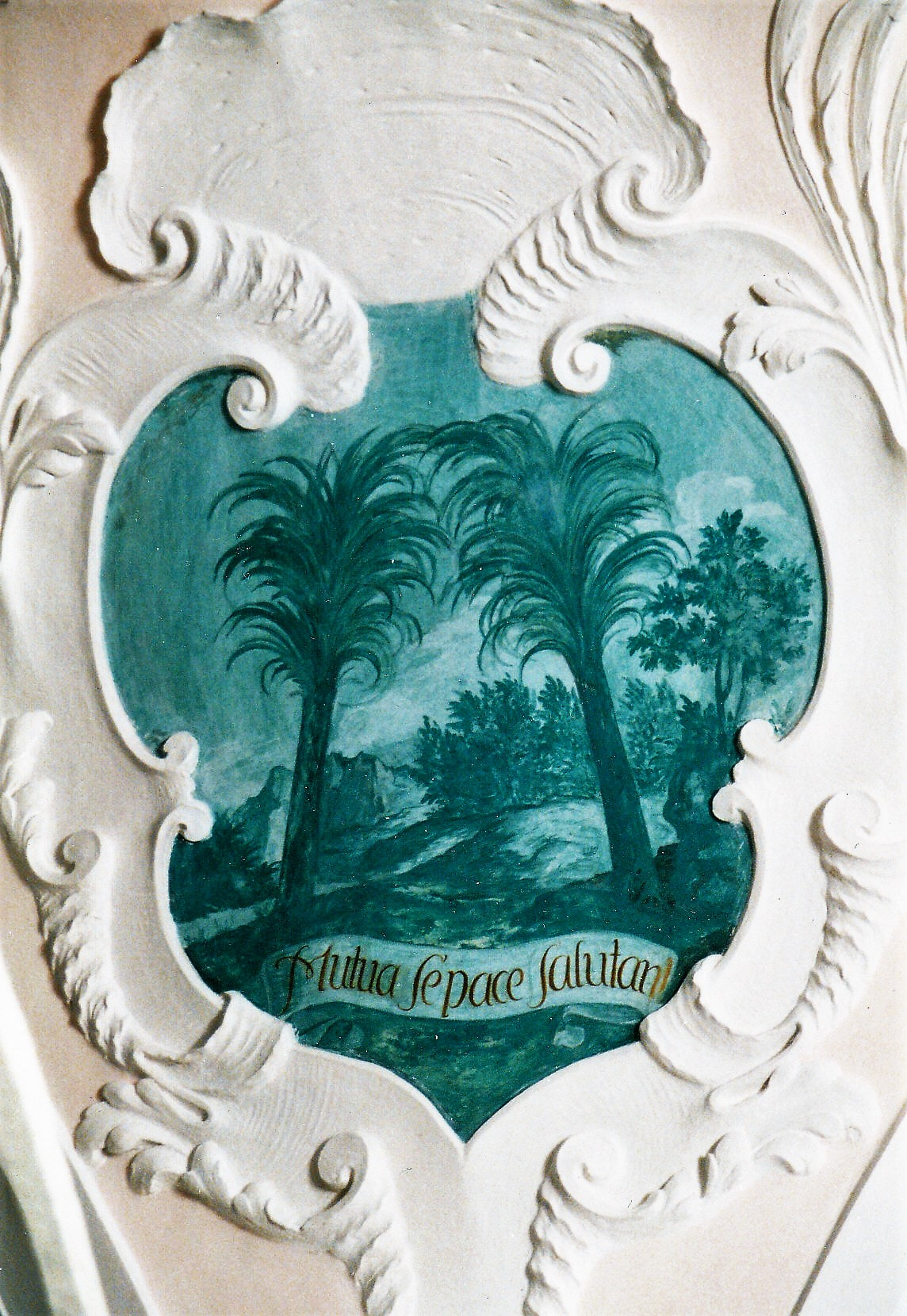
MUTUA SE PACE SALUTANT

##### Mariä Verkündigung

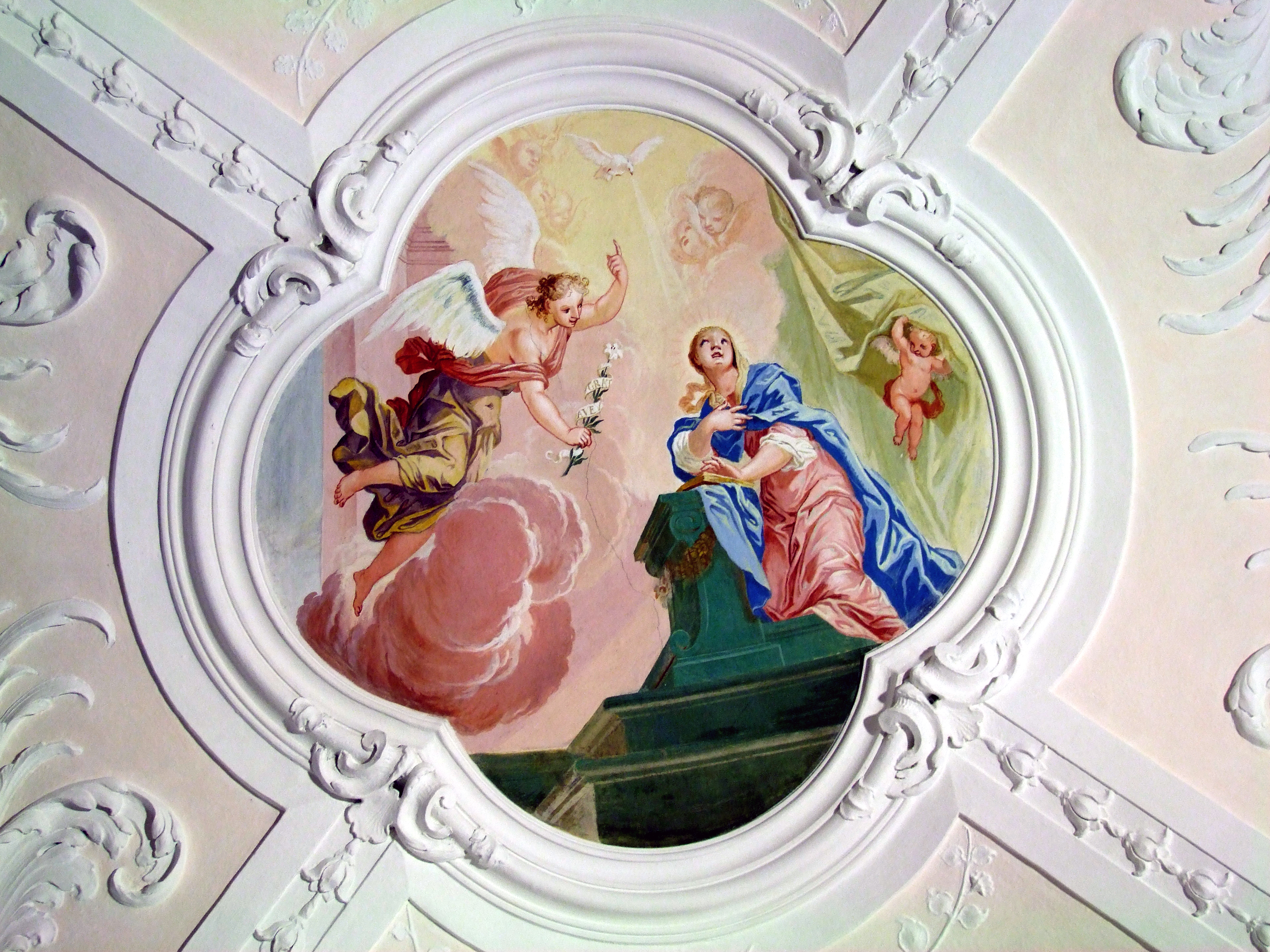
Verkündigung

Im mittleren Fresko ist die Verkündigung zu sehen. Auf einer rosa- bis altrosafarbenen Wolke ist der Erzengel Gabriel dargestellt. Seine weißen Flügel sind weit gespannt, seine Bekleidung ist in Ockergelb gehalten, der Überwurfmantel in Rosatönen. Seine linke Hand zeigt nach oben auf die Taube des Heiligen Geistes, in der rechten hält er eine Lilie, die er in Richtung Maria zu tragen scheint. Maria füllt die rechte Bildhälfte aus. Sie kniet auf einer Kniebank, die auf zwei großen Stufen steht. Maria trägt ein rosa Kleid mit blauem Überwurfmantel und ein bronzefarbenes Kopftuch. Mit der linken Hand stützt sie sich auf die Bank, die rechte hält ihren Überwurfmantel an der Brust zusammen. Ihr Kopf ist leicht gehoben, ihr Blick geht in Richtung der Taube, die einen Lichtstrahl auf sie sendet. Rechts neben Maria hält eine nackte Putte einen ecrufarbenen Vorhang nach oben.
Zwei Embleme stehen in Verbindung mit der Verkündigungsszene. Das eine trägt das Lemma PLENA SIBI ET ALIIS (voll für sich und die anderen). Abgebildet ist der Vollmond über einem Springbrunnen im Zentrum eines Hortus conclusus. Wie der Vollmond sein Licht auf die Erde schickt und der Brunnen überläuft, wird Maria zur Gnadenquelle für alle Menschen. Das Lemma des zweiten Emblems lautet QUIA RESPEXIT (weil sie zurückgeblickt hat) und zeigt den Widerschein der Sonne in einer großen Wolke. Wie die Wolke durch den Schein der Sonne zurückstrahlt, nimmt auch Maria die Botschaft des Erzengels Gabriel, dass sie Jesus gebären wird, demütig an.

##### Mariä Heimsuchung

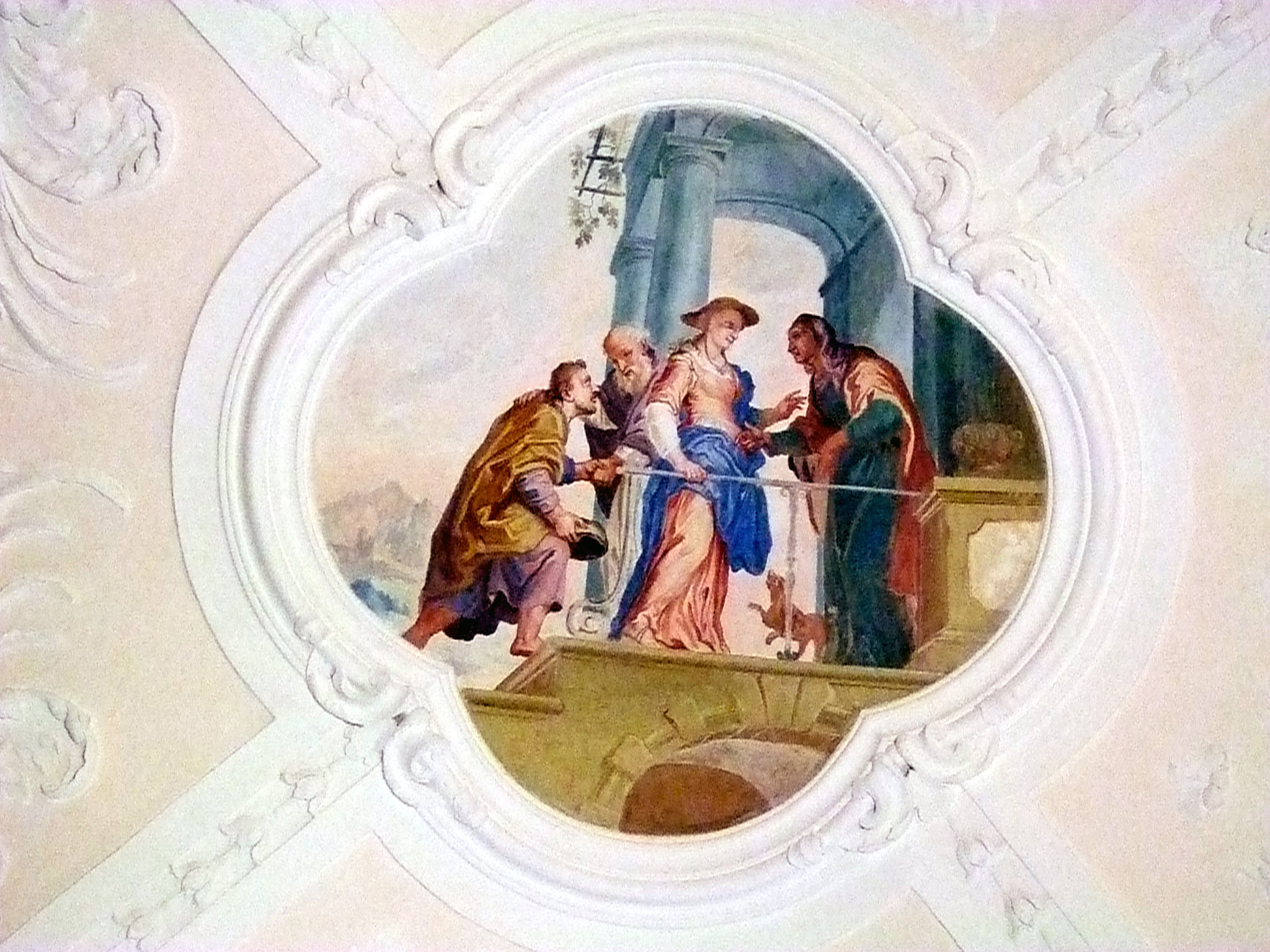
Heimsuchung

Das nördliche Fresko zeigt die Heimsuchung. An zentraler Stelle ist Maria dargestellt. Sie steht in der Mitte des Bildes auf einer als Brücke gestalteten Eingangsstufe. Maria trägt einen Sonnenhut, ein weißes Untergewand mit einem rosa Übergewand. Ein blauer Überwurfmantel ist um ihre linke Schulter und die Hüfte geschlungen. Ihr rosa Übergewand ist am rechten Ärmel nach oben geschoben und zeigt das weiße Untergewand. Mit der rechten Hand hält Maria sich am Treppengeländer fest, während die linke in Richtung der Schulter von Elisabet geht, die vor ihr steht. Elisabet ist als alte Frau mit grünem Gewand und einem rosa Überwurfmantel, der über die Schultern geschlagen ist, dargestellt. Sie trägt ihr graues langes Haar offen. Ihr rechter Arm ist nach vorne abgewinkelt, die rechte Hand fühlt mit dem abgespreizten Zeigefinger Marias schon runden Bauch. Elisabet schaut zu Maria auf. Zwischen den beiden Frauen winselt ein Hund in Marias Richtung. Hinter Maria steht Elisabets Mann Zacharias und ist in ein Gespräch mit Marias Mann Josef von Nazaret vertieft. Zacharias ist als alter Mann mit weißem Haar dargestellt. Er trägt ein weißes Untergewand mit burgundenfarbenem Umhang. Er wird, mit Ausnahme seines Kopfes und des rechten Armes, den er Josef auf die Schulter legt, von Maria verdeckt. Josef betritt soeben die letzte Stufe der Treppe. Er ist nach vorn gebeugt und hält in seiner rechten Hand seinen Hut, die linke fasst um Zacharias rechten Arm. Josef ist in ein lilafarbenes Gewand mit goldenem Überwurfmantel gekleidet. Er ist barfüßig. Die obere Bildhälfte ist von der barocken Eingangshalle mit Säulen und Weinreben ausgefüllt.
Mit diesem Fresko ist das Emblem mit dem Lemma MUTUA SE PACE SALUTANT (gegenseitig grüßen sie sich in Frieden) verbunden. Zwei Palmen, die sich einander zuneigen, symbolisieren die Begegnung zwischen Maria und Elisabet.

#### Emporenwand

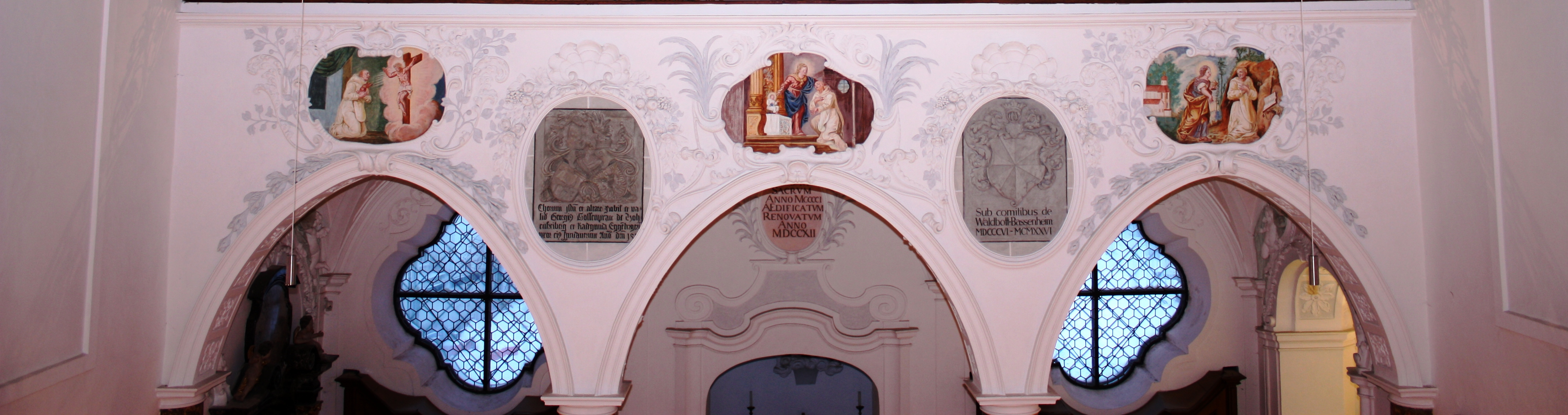
Emporenfresken

Die östliche Emporenwand ist mit drei Fresken in ovalen Stuckrahmen gestaltet. Sie zeigen Kartäusermönche.

##### Der Gekreuzigte erscheint Wilhelm von Fenoglio
Das südliche Fresko zeigt Der Gekreuzigte erscheint Wilhelm von Fenoglio. Wilhelm von Fenoglio kniet in einer weißen Kartäuserkutte vor einem Kreuz. Seine Arme sind an der Brust gekreuzt und halten ein flammendes Herz fest. Dessen Flammen züngeln in Richtung des vor Wilhelm von Fenoglio stehenden Kruzifixes, das in einer rosa Wolke erscheint. Aus den Wunden des Gekreuzigten tropft das Blut. Mit der rechten Hand scheint er den Mönch zu segnen, dabei sind drei gelbe Strahlen auf Wilhelm von Fenoglio gerichtet. Der linke Hintergrund ist von einem hellen, breiten Strich gekennzeichnet, ähnlich einem Türrahmen, ganz links das Fenster der Zelle.

##### Maria und das Jesuskind erscheinen Petrus Petronius
Das mittlere der drei Fresken zeigt Maria und das Jesuskind erscheinen Petrus Petronius. In der Mitte steht die Jungfrau Maria. Sie trägt ein rotes Kleid, einen blauen Überwurfmantel und ein goldenes Kopftuch. Um ihren Kopf ist ein Strahlenkranz zu sehen. Sie steht vor einem barocken Altar. Ihre rechte Hand zeigt mit drei geöffneten Fingern auf das auf dem Altartisch sitzende Jesuskind. Ihre linke Hand liegt umarmend auf der Schulter von Petrus Petronius. Das Jesuskind auf dem mit einem weißen Altartuch geschmückten Altar streckt sein linkes Händchen in Richtung Maria und Petrus. Es trägt ein weißes Kleid und eine Kette mit einem goldenen Kreuz, in seiner rechten Hand hält es einen blauen Reichsapfel. Der Kopf des Jesuskindes ist von einem Strahlenkranz umgeben und es schaut zu Maria auf. Die linke Bildseite wird von dem barocken Altar mit zwei Säulen eingenommen. Auf dem Altarblatt, das zu einem kleinen Teil zu sehen ist, sind mehrere Menschen dargestellt. Die rechte Bildhälfte nimmt Petrus Petronius ein. Er kniet in einer weißen Kartäuserkutte auf der ersten Altarstufe. An seiner linken Hüfte ist schwach ein Rosenkranz zu erkennen. Seine linke Hand zeigt mit der Handfläche zu dem Jesuskind, seine rechte Hand greift an seine Brust. Hinter dem Mönch ist der in Rottönen getünchte Kirchenraum mit einem barocken Fenster zu sehen.

##### Maria Magdalena erscheint einem Donatbruder
Das nördliche Fresko zeigt Maria Magdalena erscheint einem Donatbruder. Im Zentrum des Bildes ist Maria Magdalena zu sehen. Sie ist in ein blaues und lila Gewand und einen goldenen Umhang gekleidet. Sie trägt Sandalen, ihr braunes Haar ist unter einem altrosafarbenen Kopftuch verborgen, lediglich ein kleiner Teil des langen Haares ist zu sehen. Ihren Kopf umgibt ein Strahlenkranz. In der linken Hand hält sie einen goldenen Kelch, die rechte ist mit der Handfläche nach vorne abgewinkelt. Vor ihr kniet in einer Felsenkapelle ein Kartäusermönch an einem Altar, auf dem ein Kruzifix steht und ein aufgeschlagenes Buch liegt. Vom Altar hängt ein Rosenkranz herunter. Der kahle Kartäusermönch blickt sich zu Maria Magdalena um, seine Hände dabei auf der Brust gekreuzt. Die linke Bildseite hinter Maria Magdalena wird von einer in einer waldigen Landschaft stehenden Kirche dominiert, die vermutlich die Kartausenkirche darstellen soll. Sie hat einen Brüder- und Priesterchor sowie einen Dachreiter.

## Marienkapelle
Die Marienkapelle wurde 1709 an die Nordwand des Brüderchores angebaut. Ein flaches Gewölbe mit Stichkappen überdeckt den fast quadratischen Raum mit einer Grundfläche von etwa 4,6 × 4,1 Metern. Die Ecken sind abgerundet. Die barocke Ausgestaltung stammt von den Gebrüdern Zimmermann, ihrem Schwager Dominikus Gebhard und einem nicht näher bekannten Benedikt Zöpf.

## Sakristei

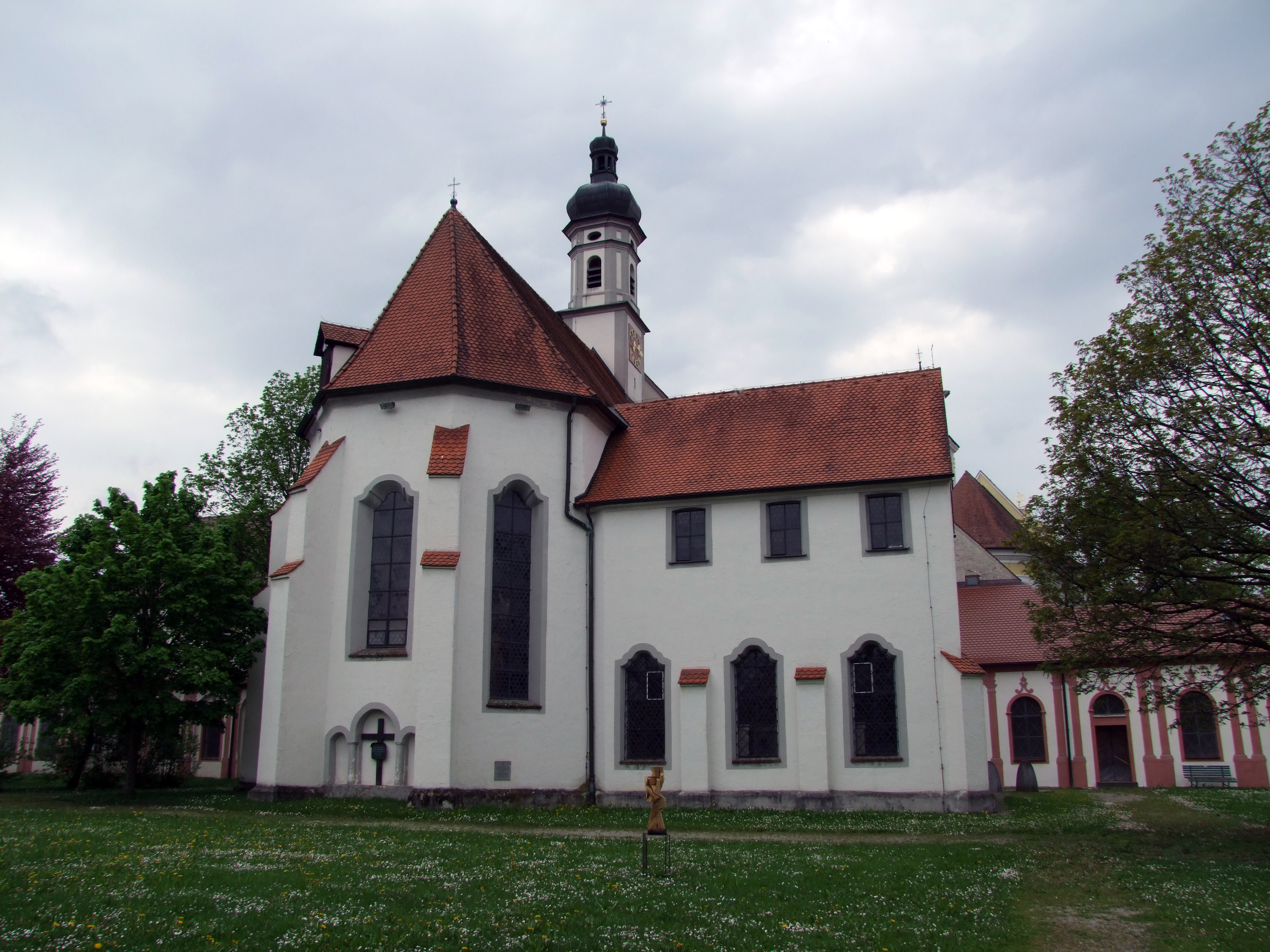
Chor und rechts daneben der Sakristeibau

Die 1516 konsekrierte Sakristei schließt sich im Nordosten an den Priesterchor an. Das zweistöckige rechteckige Gebäude zu drei Achsen in der Tiefe und einer Achse in der Breite mit einem Satteldach ist etwa 9,6 Meter lang und 6,1 Meter breit. Die Sakristei im Erdgeschoss ist 5,36 Meter hoch und hatte ursprünglich ein Kreuzgewölbe, das später in ein Tonnengewölbe mit Stichkappen umgewandelt wurde. An der Nord- und Ostseite hat sie jeweils ein spitzbogiges Fenster, die übrigen Fenster haben geschwungene Stürze.
Das ehemalige Klosterarchiv im Obergeschoss wurde im 16. Jahrhundert zur Zelebrationskapelle umgebaut, deren Decke im nördlichen Teil aus einem Kreuzgratgewölbe, im südlichen aus einem Tonnengewölbe besteht. Dort ist das Archiv des Kartausenmuseums eingerichtet.

## Stuck

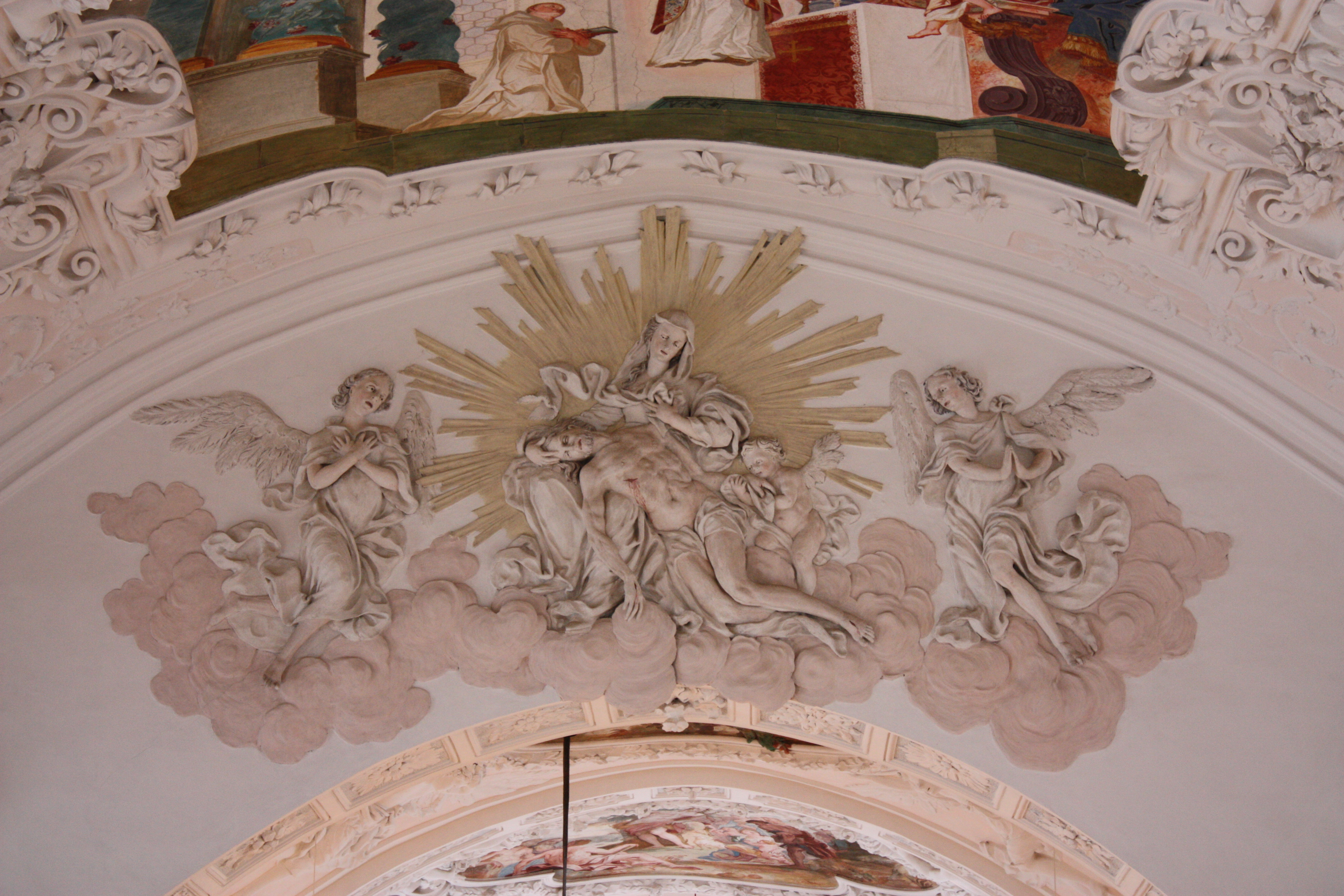
Pietà über dem Lettner im Brüderchor

Der Stuck des Priester- und Brüderchores wurde während der Barockisierung der Klosterkirche zwischen 1709 und 1711 von Dominikus Zimmermann erstellt. Er ist teilweise in Pastellfarben, teilweise weiß gehalten. Bei manchen Bildern ist er als herausragendes Bildteil geformt. Sämtliche Fresken der Kirche umrahmte Dominikus mit aufwendigen Stuckrahmen mit Girlanden aus Blatt- und Fruchtkränzen. Im Priesterchor sind dazu diagonal Reliefs von Engeln zu sehen. Mit aufwendigen Frucht- und Blütengehängen sind die Gewölbegrate geschmückt. Die Gurte des Gewölbes sind mit Vasen, aus denen Blätter und Rankenwerk wachsen, stuckiert. Die Bogengänge und Fensternischen sind größtenteils mit Blumen geschmückt. In der Marienkapelle formte Dominikus Zimmermann ebenfalls den Stuck, einschließlich einer Ansicht des Klosters oberhalb des Ausganges der Marienkapelle. Bei der Kirchenrenovierung 1956 wurde bei diesem Relief an der Westfassade der Kirche die Inschrift + Renov. 1956 Jos. Lutz angebracht. Es zeigt noch die gotische Pfarrkirche St. Peter und Paul, die kurze Zeit später abgerissen wurde und durch einen barocken Neubau, den ebenfalls Dominikus Zimmermann gestaltete, ersetzt wurde. Dieses Relief zählt zu den besten Stuckarbeiten der Kirche. An der Westseite des Chorbogens ist eine Pietà angebracht.

## Leinwandbilder
In der Kirche hängen Leinwandbilder von Johann Friedrich Sichelbein und Johann Georg Bergmüller. Sie wurden zwischen 1694 und 1718 gemalt. Das älteste ist das Bild der Kredenz von Sichelbein, das jüngste von 1718 ist das Bild des Hochaltars von Bergmüller. Sie basieren auf biblischen Texten oder zeigen Kartäusermönche in für sie charakteristischen Situationen.

## Wappensteine
In die Emporenwand sind zwischen den Fresken zwei Wappensteine aus Sandstein eingelassen. Der südliche Wappenstein trägt die Inschrift Chorum istu(m) et altare nobil(e) et valid(um) Georgi(us) Gossenprait de Hohenfreiperg et Radgunda Eggen(n)bergeri(n) uxor ei(us) fundaverunt An(n)o d(omi)ni 15(12). Der nördliche Wappenstein zeigt das Wappen der Grafen Waldbott von Bassenheim und die Worte Sub comitibus de Waldbott-Bassenheim MDCCCVI-MCMXXVI. Die Wappensteine wurden 1956 von den Altären auf der Westempore an die Emporenwand versetzt. Die Stuckrahmen wurden dabei ergänzt.

## Orgel

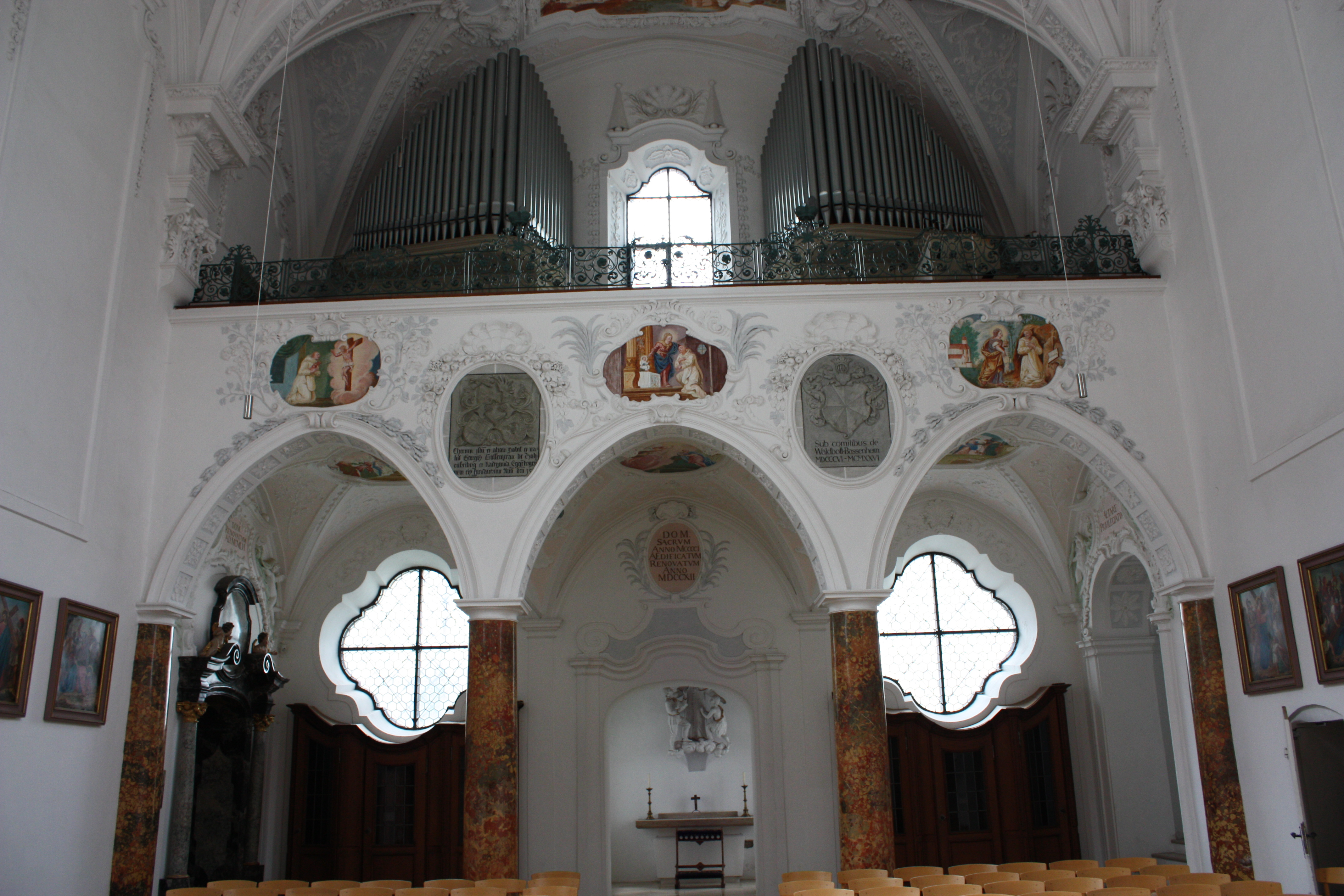
Teilorgel auf der Westempore

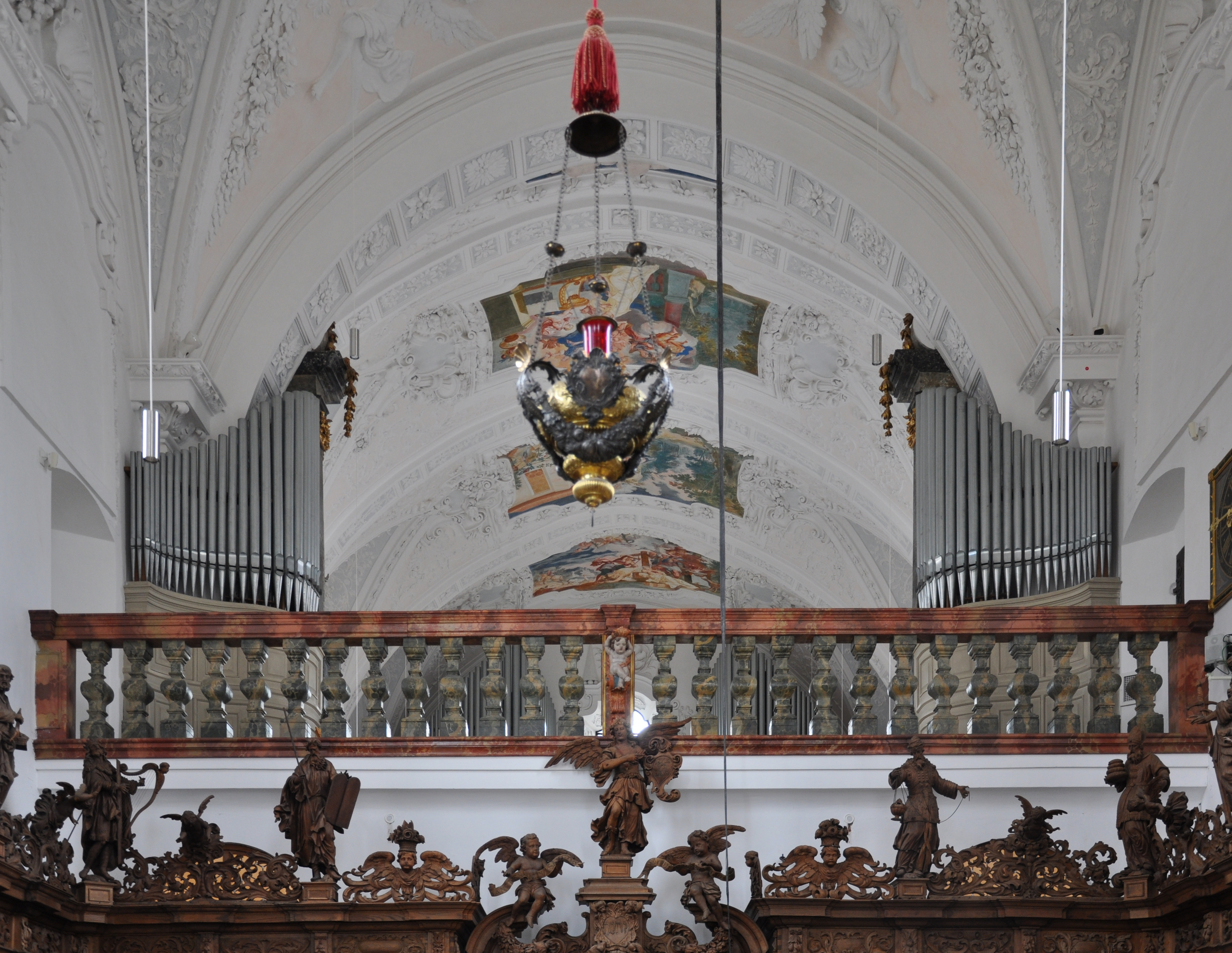
Teilorgel auf dem Lettner

Die Orgel wurde 1956 als Opus 279 vom Biberacher Orgelbauunternehmen Reiser Orgelbau erbaut. Sie ist viergeteilt. Zwei Teile stehen auf der Westempore, zwei auf dem Kreuzganglettner. Das Instrument hat 22 Register, verteilt auf drei Manuale und Pedal; die Disposition ist folgende:
| I Hauptwerk C–g3 |           |    |
| 1.               | Prinzipal | 8′ |
| 2.               | Hohlflöte | 8′ |
| 3.               | Oktav     | 4′ |
| 4.               | Rohrflöte | 4′ |
| 5.               | Waldflöte | 2′ |
| 6.               | Mixtur    | 2′ |
| 7.               | Trompete  | 8′ |

| II Positiv C–g3 |             |        |
| 8.              | Coppelflöte | 8′     |
| 9.              | Quintade    | 8′     |
| 10.             | Principal   | 4′     |
| 11.             | Quint       | 1 2⁄3′ |
| 12.             | Cymbel      | 2⁄3′   |

| III Schwellwerk C–g3 |                       |       |
| 13.                  | Gedackt               | 8′    |
| 14.                  | Salizet               | 8′    |
| 15.                  | Italienisch Principal | 4′    |
| 16.                  | Quinte                | 2 ⁄3′ |
| 17.                  | Larigot               | 2′    |
| 18.                  | Krummhorn             | 8′    |
|                      | Tremulant             |       |

| Pedal C–f1 |                  |     |
| 19.        | Subbass          | 16′ |
| 20.        | Oktavbass        | 8′  |
| 21.        | Choralbass       | 4′  |
| 22.        | Lieblich Posaune | 16′ |

- Koppeln: II/I, III/I, III/II, I/P, II/P, III/P.
- Spielhilfen: 1 freie Kombination, Crescendowalze, Walze aus, Tutti.

## Glocke

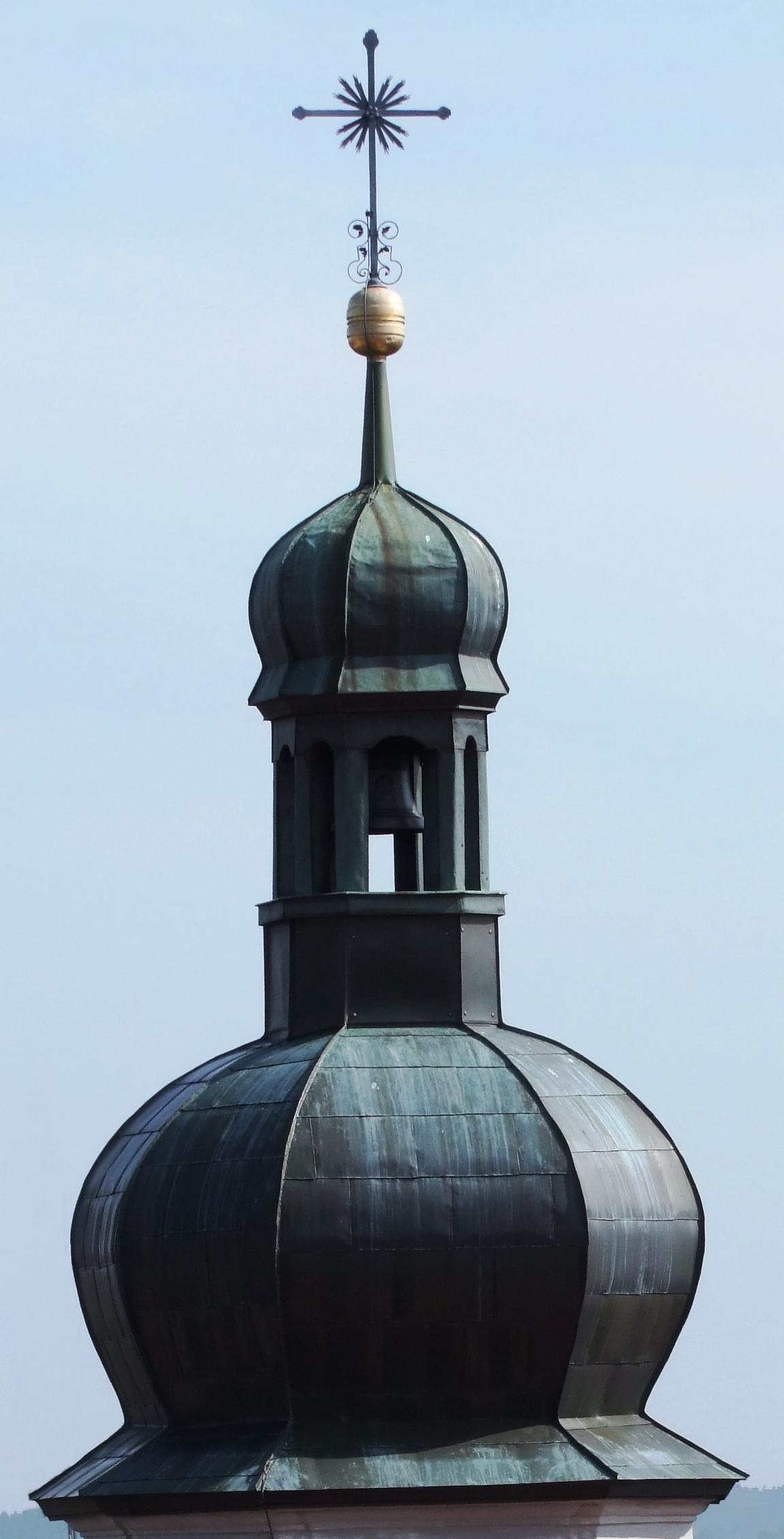
Haube mit Glocke auf dem Dachreiter

In dem Dachreiter hängt eine Glocke. Die erste nachweisbare Glocke stammt aus dem Jahr 1711. Im Jahr 1723 gossen Matthias Langenegger und Anton Benedikt Ernst aus München bereits eine neue Glocke. Warum das geschah, ist nicht bekannt. Die heutige Glocke wurde 1772 von Johann Georg Ernst aus Memmingen gegossen. Sie ist 65 Zentimeter hoch und hat einen Durchmesser von 81 Zentimetern. Die Schulter ist als Friesenstab mit darüber liegenden Blättern gestaltet. Die Inschrift beginnt mit einem Malteserkreuz, daneben steht SEMPER OSANNA CLAMET HAEC CAMPANA. Das Friesband darunter zeigt einen Löwenkopf und wird von zwei Meerfrauen gehalten wird. Ihr Leib geht in eine Volute mit Blüte über. Seitlich wird es von Rollwerkkartuschen mit Rosetten begrenzt, die Flanke ist in zwei Stege geteilt, die von den Reliefs verdrängt werden.
Das erste Relief zeigt den Heiligen Bruno im Kartäuserhabit, in der Linken ein Kreuz haltend. Was er in der rechten Hand hält, ist nicht eindeutig zuzuordnen. Es könnte sich um einen Bergstock als Zeichen für die Gründung des Ordens oder ein Arbeitsgerät als Zeichen für die Handarbeit handeln. Er kniet vor einem Totenschädel mit einem unterlegten stilisierten Armknochen. Hinter ihm ist eine umgekehrte Mitra und ein Kreuz zu sehen, was auf die von ihm abgelehnte Erzbischofswürde hindeuten soll. Das zweite Relief zeigt den Wappenschild der Reichskartause Buxheim in einer ovalen Kartusche aus Akanthuszweigen. Er wird von zwei Engeln getragen. Die Schrift darüber lautet PRDD HIERONYMUS PRIOR. Das PRDD soll für Plurimum Reverendus Dominus Dominus stehen. Darunter ist der Heilige Hugo, Bischof von Lincoln zu sehen. Er wird als Kartäuser mit Bischofsstab, Brustkreuz, Schwan und Kelch und dem Jesuskind mit Kreuz in Ekstase vor dem Kelchwunder dargestellt. Darunter ist eine Rocaillekartusche mit der Gießerunterschrift angebracht. Sie lautet: JOHAN/GEORG ERNST/GOS/MICH IN/MEMMINGEN. Darunter stehen die Zahlen 17 und 72, das Jahr des Glockengusses. Der Kronenbügel besitzt an der Vorderseite eine Rokokokartusche.

## Nutzung
Die Kirche ist nicht in eine Pfarrei inkorporiert, da der bayerische Staat ihr Eigentümer ist. Der Freistaat schloss mit dem Heimatdienst Buxheim e. V. einen Vertrag ab, mit dem er diesem Verein die Nutzung der Kirche überließ. Die Kirche wird heute als Ausstellungssaal des Deutschen Kartausenmuseums für Kunstschätze und sakrale Gegenstände des ehemaligen Kartäuserklosters genutzt. Für kirchliche Feste wie Taufen und Hochzeiten kann die Kirche vom Heimatdienst Buxheim gemietet werden. Der Verein führt selbst mehrmals im Jahr Gottesdienste, Ausstellungen und Konzerte in den Kirchenräumen durch.